# آسام
آسَام (بالهندستانية: آسام؛ بالآسامية: অসম، اخام)(/əˈsæm, æˈsæm/ ،ə-SAM-,_-a-SAM,) هي ولاية هندية تقع في الجزء الشمالي الشرقي من البلاد. يحدها من الجنوب دولة بنغلاديش ومن الشمال والشمال الغربي دولة بوتان وولاية أروناجل براديش ومن الشرق ولايتا ناجلاند ومنيبور اللتان تفصلانها عن أراضي دولة مينمار ومن الجنوب ولايتا ميزورام وتريبورة اللتان تفصلانها عن بنغلاديش وفي الغرب ولايتا ميغالايا والبنغال الغربية. وتتصل هذه الولاية في أقصى الشمال الغربي منها ببقية أراضي الهند ببرزخ ضيق يمر بأراضي ولاية البنغال الغربية يقع بين أراضي دولتي بوتان وبنغلادش.
تبلغ مساحة ولاية آسام اليوم نحو 78432 كم² لكن قبل ذلك كانت الولاية تشمل أغلب شمال شرق الهند، كانت الولاية أول موقع للتنقيب عن النفط في آسيا. آسام هي موطن للعديد من الحيوانات المهددة بالانقراض والعديد من الطيور الآسيوية، يوجد بها موقعان للتراث العالمي هما حديقة كازيرانجا الوطنية ومنتزه ماناس الوطني. الولاية هي أكثر مناطق الهند مطرًا يمر عبرها نهر براهمابوترا الذي يشكل هو وروافده منطقة ببيئة مميزة.

## التسمية
أقدم ذكر للمنطقة كان في الطواف حول البحر الإرتيري من القرن الأول وكتاب جغرافية بطليموس من القرن الثاني، ذكرت في هذه المراجع باسم كيرهاديا (Kirrhadia) ربما نسبة إلى شعب كيراتا. كانت المنطقة الواقعة شرق نهر كاراتويا والتي هي تقريبا ولاية آسام الحالية تسمى كاماروبا في العصر الوسيط وحتى القرن الثاني عشر ثم أصبحت تعرف ببراجيوتيشا. أصل اسم آسام غير واضح ولكنه يرجع لشعب آهوم ومملكة آهوم التي حكمت كامل وادي براهمابوترا في أواخر العصور الوسطى.

## التاريخ

### التاريخ الأسطوري
كان أول حاكم لآسام وفقا لنص بورانا كاليكا بورانا [الإنجليزية] (العائد للقرن التاسع أو العاشر الميلادي)، هو ماهيرانجي الدانافاني والذي تبع في حكم المنطقة ناراكاسورا الميثيلاي الذي أسس سلالة باوما وقتله كريشنا. تبعه في الملك بهاجاداتا ابن ناراكا (مذكور في مهابهاراتا) والذي قاتل مع الكوروفيون في حرب كوروكشترا. وأيضا في نفس الوقت كانت هناك مملكة تسمى أسورا في وسط آسام غرب مملكة باوما.

### العصر القديم
يوجد في ولاية آسام أدلة على استيطان البشر بها منذ بداية العصر الحجري. من هذه الأدلة موقع أمباري في غواهاتي الذي عثر فيه على مصنوعات يدوية ودرج وخزان مياه قد تعود إلى القرن الأول قبل الميلاد وربما عمرها 2000 عام، وعثر بالموقع على فخار روماني قديم يعود للقرن الثاني قبل الميلاد. ذُكر في نقش عمود الله أباد للملك سمودراجوبتا (القرن الرابع الميلادي) أن إمبراطورية غوبتا حكمت أجزاء من الولاية ومعها مملكة كاماروبا ومملكة دافاكا التي حكمت وسط آسام).
احتلت كاماروبا مملكة دافاكا ومدت حكمها إلى المنطقة الواقعة حول مدينة ساديا الحالية وهي التي تقع بين نهر كاراتويا ووادي براهمابوترا وحكمت كذلك شمال البنغال وأجزاء من بنغلاديش ولفترة محددت بورنيا وأجزاء من ولاية البنغال الغربية. حكم المملكة ثلاثة بيوت هي سلالة فارمان (حوالي 350-650 م) وسلالة مليتشها (حوالي 655-900 م) وكاماروبا بالاس (حوالي 900-1100 م)، تدعي البيوت الثلاثة أنها تنحدر من نسل ناراكاسورا. زار الرحالة الصيني شوانزانغ المنطقة في عهد الملك بهاسكارافارمان من سلالة فارامان (حوالي 600-650 م) وذكر أحوالها.

### العصر الوسيط
بدأ هذا العهد في آسام مع ظهور مملكة آهوم على مسرح السياسة في بداية القرن الثالث عشر وانتهى مع اندثارها في عام 1826 أي أنها حكمت المنطقة لمدة 600 عام، حاربت هذه المملكة وصدت غزوات الدولة الخلجية وسلطنة مغول الهند. إلا أنها خضت للسيادة البورمية بعد فشلها في صد غزواتهم في أوائل القرن التاسع عشر.
ظهرت مملكتي في هذا العصر أيضا في حكم المنطقة مع آهوم أولهما مملكة كوتيا التي تنسب لشعوب بودو كاتشاري وسيطرت على المناطق الواقعة على نهر براهمابوترا من فيشواناث (الضفة الشمالية) حتى بوريديهينج (الضفة الجنوبية) أي آسام العليا وولاية أروناجل برديش، ظلت المملكة قائمة مملكة أهوم إليها في عام 1524.
والثانية هي مملكة ديماسا من نفس شعوب بودو كاشاري، حكمت منطقة نهر ديكاو وجزء من وسط وجنوب ولاية آسام في القرن الثالث عشر من عاصمتها ديمابور، كانت المملكة حليفة لمملكة آهوم في أوائل القرن السابع عشر أكثر من كونها قوة منافسة. بقيت الدولة حتى ضمها الإنجليز لراج الهند في سنة 1854.

#### مملكة أهوم

##### البداية والتوسع
ينسب شعب آهوم إلى سوكافا و9000 رجل من قبيلة التاي هاجروا من منطقة مونغ ماو إلى وادي براهمابوترا في عام 1228 وأساسوا مملكتهم في آسام العليا وحكموا المنطقة لما يقرب من 600 عام. أسس سوكافا عاصمة المملكة في سنة 1253 على تلة بالمنطقة واسماها شاريديو. كان يسكن المنطقة وقت مجيئهم شعوب الموران والبوراهيين. كانت مملكة كوتيا تحكم شمال المنطقة وشمال شرقها وتحكم مملكة كاشاري جنوبها ومملكة بارو بهويان غربها. ركز سوكافا وأحفاده على تنمية الدولة والسيطرة على وادي النهر فقط لأكثر من قرنين ونصف القرن.
بدأ سوهونغمونغ عصر التوسع الكبير للمملكة إذ حارب مملكتي كوتيا وديماسا شعوب النجا والبويان والأفغان والترك. فضم مملكة كوتيا إلى حكمه في 1522-1523 ومد مملكته حتى مارانجي غرب نهر دانسيري. أثناء محاربتهم لمملكة ديمسا هزموا جيوشها شر هزيمة ودخلوا عاصمتهم ونهبوها. شهد عهد سوهونغمونغ أيضًا بداية الغزوات الإسلامية للمملكة إلا أنه استطاع صدها. استمر خلفاء سوهونغمونغ في محاربة شعبي البويان والنجا. خسرت المملكة في عهد سوخامفا مناطق شمال وادي براهمابوترا لصالح جيش تشيلاراي ملك مملكة كوش، إلا أنهم سرعان ما استطاعوا العودة والسيطرة عليها.

##### الحرب مع المغول

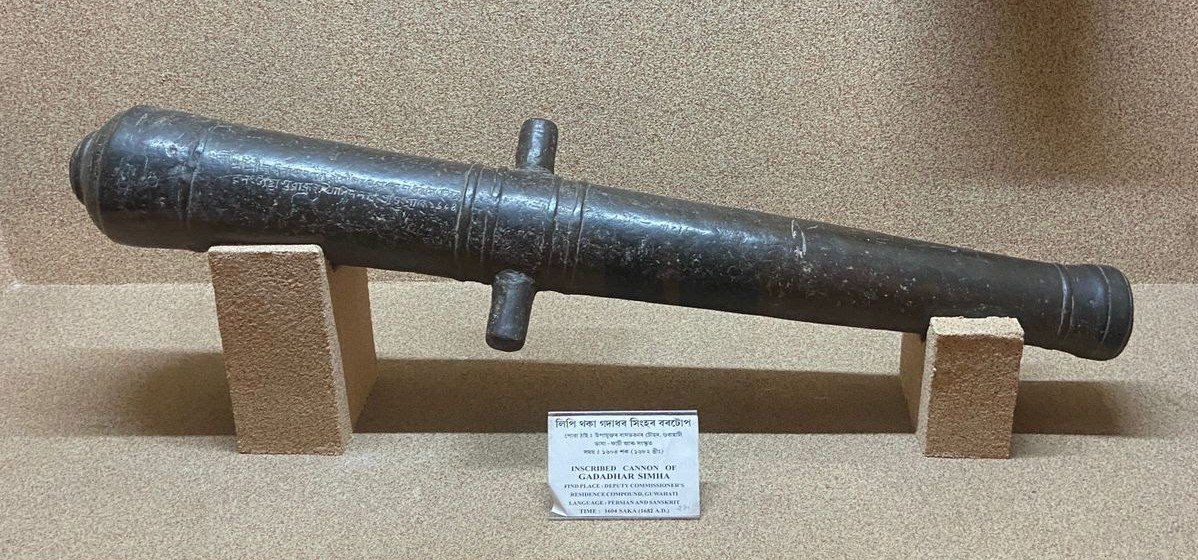
مدفع مغولي استولت عليه مملكة أهوم

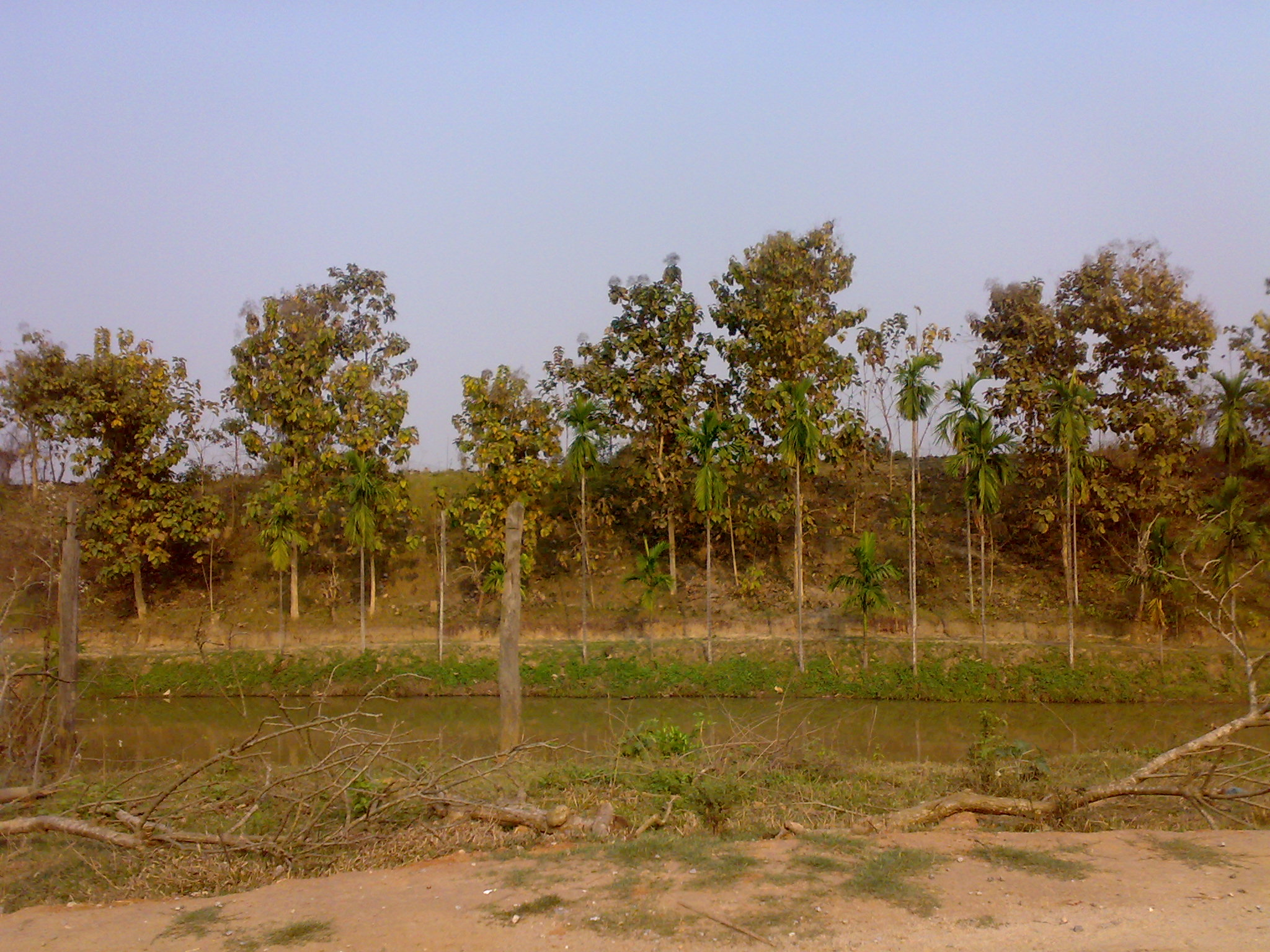
حصن جارشوك لاتشيت جاره الطيني العائد للقرن السابع عشر

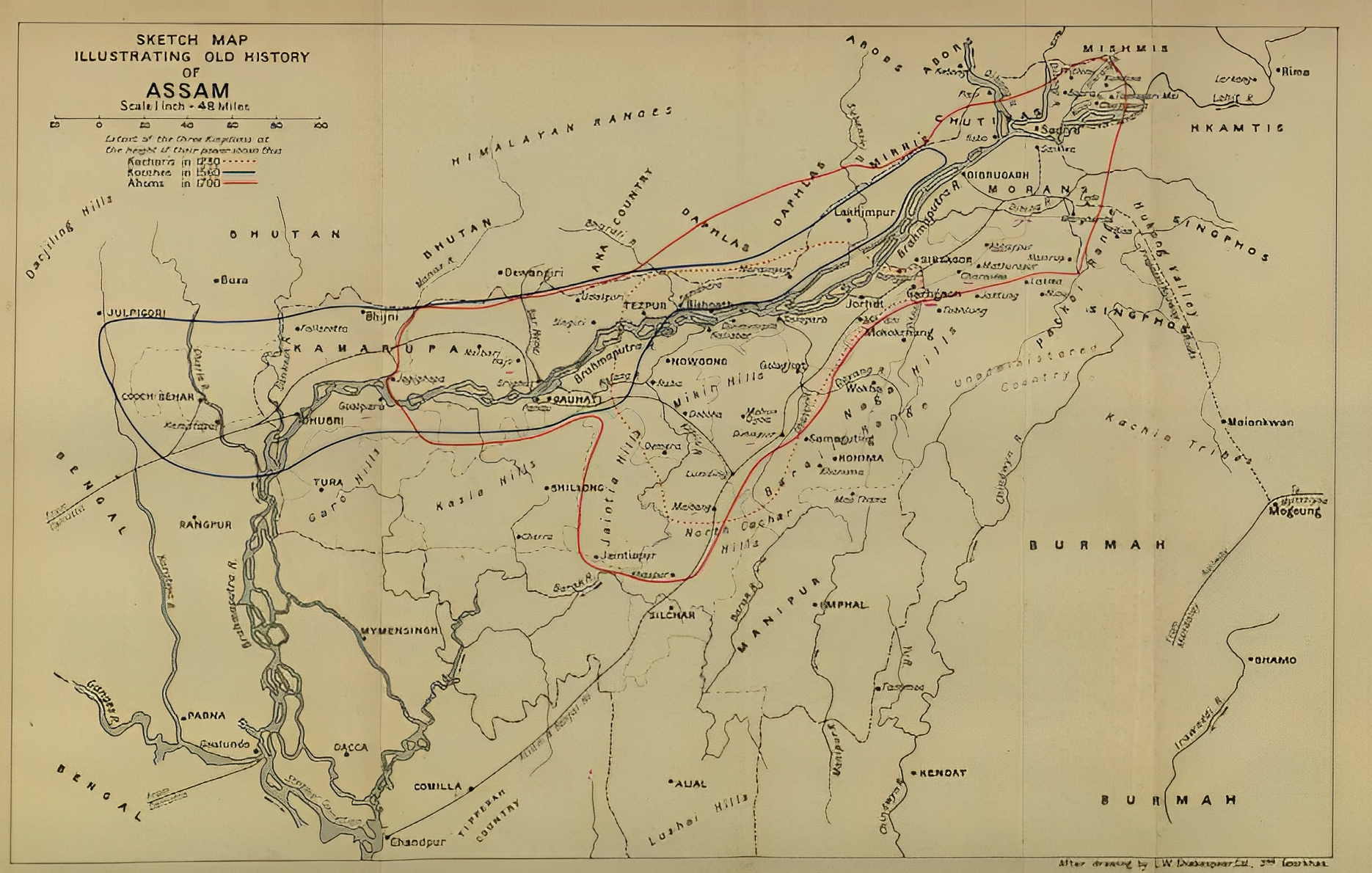
الممالك الآسامية في ذروة توسعها، مملكة كاشاري (1230) باللون الأصفر المنقط وسلالة كوخ (1560) باللون الأزرق ومملكة آهوم (1700) باللون الحمراء.

استغل سوتاملا الصراع الأسري على السلطة بين أبناء شاهجاهان واحتل جزء من أراضي السلطنة امتد حتى دكا. عندما اعتلا أورنكزيبعرش السلطنة أمر حاكم البنغال مير جملة باستعادة تلك الأراضي. أثار مير جملة السلام ففاوض مملكة أهوم على الأمر، إلا أنها فشلت فقاد مير جملة قوات قوامها جيش كبير وأسطول من السفن النهرية في نوفمبر 1661 وتقدم به حتى دخل عاصمتهم خاركانو. لكن جيش المغول عانى من الأمطار وحرب العصابات، فأبرم الطرفان معاهدة جلاجهاريغات في يناير 1663 بطلب من سوتاملا.
أوجبت المعاهدة اعتراف مملكة أهوم بسيادة المغول على المنطقة وتنازل الأولى عن الأراضي الواقعة غرب بهارالي في الضفة الشمالية وكالانج في الضفة الجنوبية ودفعها فدية ضخمة وإرسال أبناء سوتاملا وأميرتان من المملكة إلى بلاط المغول. توفي سوتاملا بعد فترة وجيزة من رحيل مير جملة عن المنطقة وتبعه الملك الجديد شاكرادواج سينغا الذي أجج الحرب، فاستطاع بعد معارك عدة استعادة المناطق التي سيطر عليها المغول وأجبرهم في معركة ساراغات على الانسحاب إلى منطقة نهر ماناس في 1671.
على هذه الانتصارات لم تستقر الدولة ودخلت فترة من الفوضى السياسية امتدت اعشر سنوات سببها تنافس النبلاء على النفوذ والاختلاف على ملك البلاد. استغل المغول الفرصة في هذه الفترة وسيطروا على منطقة كامروب، ثم وقعت معركة إيتاخولي في أغسطس 1682 خسر المغول في هذه المعركة وأجبروا على الانسحاب من منطقة نهر ماناس إلى منطقة مانا على الضفة الشمالية وتلة ناجاربيرا على الضفة الجنوبية. ظلت المنطقة في حكم آهوم حتى ضمتها شركة الهند الشرقية إلى ممتلكاتها في عام 1826.

### القرن الثامن عشر

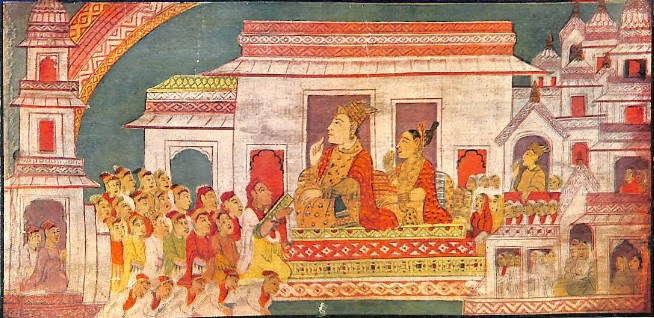
بلاط سوتانفا الملكي ملك أهوم رسم بادها ليجيرا ق. 1736.

حكم سوخرونجفا المملكة وتميز عهده بكثرة الإنجازات العسكرية ومساهماته الاجتماعية والثقافية. فقد أخضع مملكتي ديماسا وجينتيا وأسر ملوكهما وأجبرهما على دفع جزية سنوية، وأرسل عدة حملات عسكرية إلى قبائل ميريس ودافلاس وناجا مشميس وناجاس نامسونج ودايانج ورينجما ناجاس في أواخر القرن السابع عشر وأوائل القرن الثامن عشر. وجُهز في عهده جيش جرار لغزو البنغال بإمرة رودرا سينغا، ولم يوقف هذا الجيش عن مهمته إلا وفاة الملك في عام 1714.
لم تحقق المملكة بعد وفاة سوخرونجفا أي إنجاز عسكري كبير. انتشر دين دارما الإكاسارانا في جميع أنحاء المملكة وبدأ هذا الدين في التأثير على حياة الناس. تمرد المواموريون على المملكة بين عامي 1769–1805 بسبب الاضطهاد الديني الذي وقع عليهم بسبب اتباعهم الدين الجديد ودخولهم في ظام بايك للعمل بالسخرة. أضعف هذا التمرد من المملكة وانهك قوتها، وأدخلها في فترة جديدة من الفوضى السياسية أدت إلى إضعاف الدولة أكثر فأكثر، حتى غزتها بورما ثلاث مرات أحكمت في الأخيرة السيطرة على المنطقة.

### العصر الاستعماري

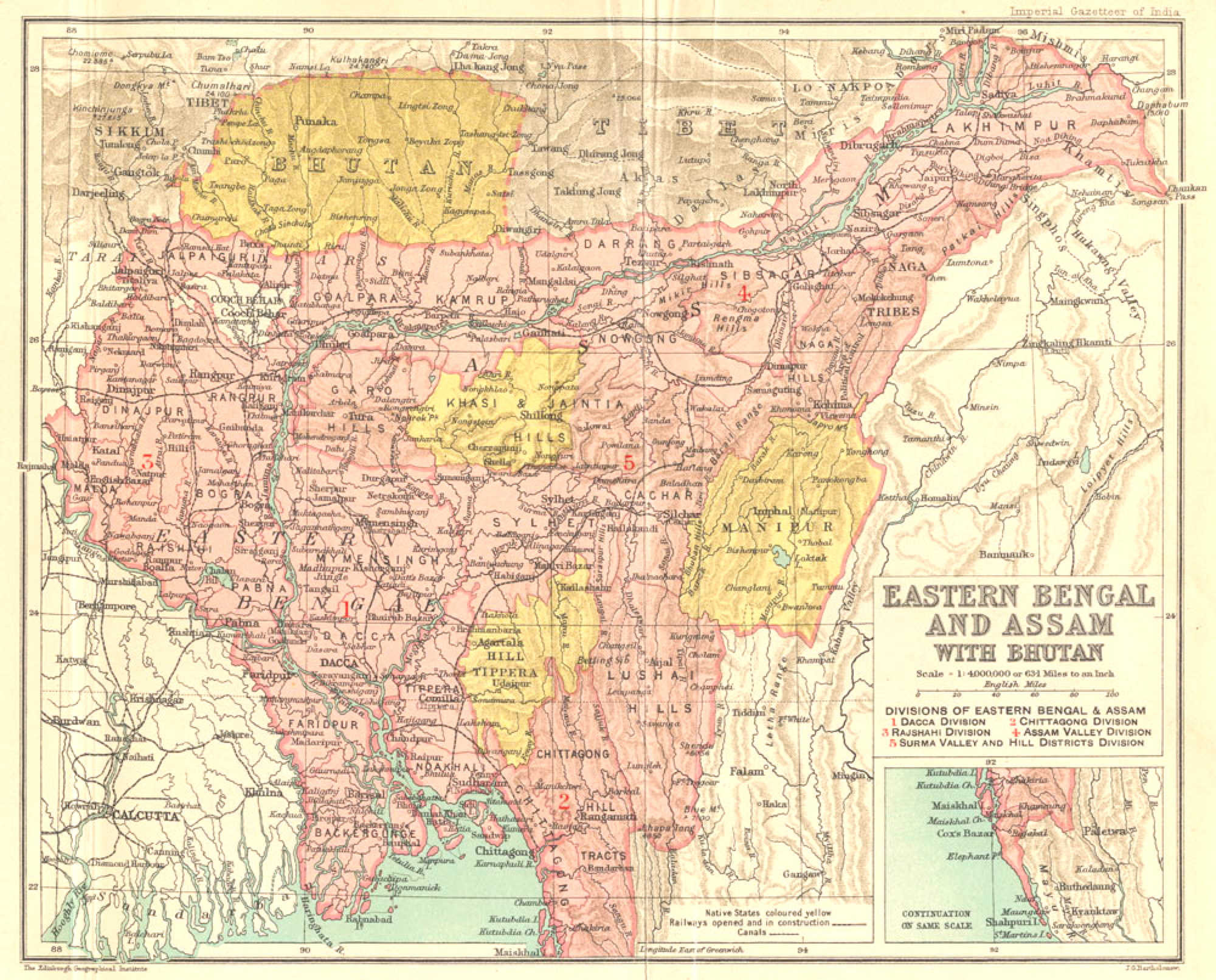
خريطة ولاية البنغال الشرقية وآسام

عاش الآساميون عهد إرهاب تحت حكم البورميون، لدرجة أن كثيرا منهم فر من بلده إلى الممالك المجاورة أو إلى البنغال البريطاني. احتك البورميون مع شركة الهند الشرقية واندلعت بينهم الحرب الإنجليزية البورمية الأولى في عام 1824 التي انتهت بموجب معاهدة ياندابو في عام 1826 والتي تنازلت فيها بورما عن ولاية آسام الغربية لشركة الهند الشرقية، فوضعت الشركة بوراندار سينغا ملكًا لولاية آسام العليا عام 1833. واستمر الوضع على هذا الحال حتى عام 1838 عندما ضم الإنجليز المنطقة للبنغال. سبب هذا الأمر أن أصبحت اللغة البنغالية لغة البلاط ولغة التعليم في المؤسسات التعليمية في الولاية بدلاً من اللغة الآسامية، مما قلل من فرص العمل للآسامي الغير مُجيد للبنغالية وضعف للأدب الآسامي.
دخلت الشركات الاستثمارية المنطقة في عام 1839 بغرض إقامة مزارع، أغلب تلك المزارع كانت في شرق آسام التي تتوفر فيها التربة والمناخ الملائم لزراعة الشاي. بدأت الصناعة تحقق بعض الأرباح بحلول خمسينيات القرن التاسع عشر وتطورت أكثر عندما سُمح للمستثمرين بامتلاك الأراضي في عام 1861 ثم مع اختراع تقنيات وآلات جديدة في سبعينيات القرن التاسع عشر.
فصلت آسام عن البنغال في 1874 ثم دمجت في ولاية البنغال الشرقية وآسام وثم أصبحت مقاطعة مستقلة في عام 1912 وشكل مجلسها التشريعي في عام 1913. أصبحت آسام جزء من دولة الهند وقتما قسمت شبه الجزيرة الهندية في عام 1947 باستثناء منطقة سلهت (باستثناء تقسيم كاريمجانج) التي اختار سكانها في استفتاء في عام 1947 الانضمام إلى باكستان الشرقية التي استقلت باسم بنغلاديش في عام 1971.

### التاريخ الحديث
بدأت الجماعات الانفصالية العرقية تنشط بالولاية الجديدة وتزايدت المطالبات بالحكم الذاتي وفصل بعض المناطق لتشكل ولايات المنفصلة. أصدرت حكومة ولاية آسام في عام 1961 تشريعًا يلزم بتعليم واستخدام اللغة الآسامية في الدوائر الحكومية، سحب القانون في وقت لاحق تحت ضغط البنغالين في كاشار.

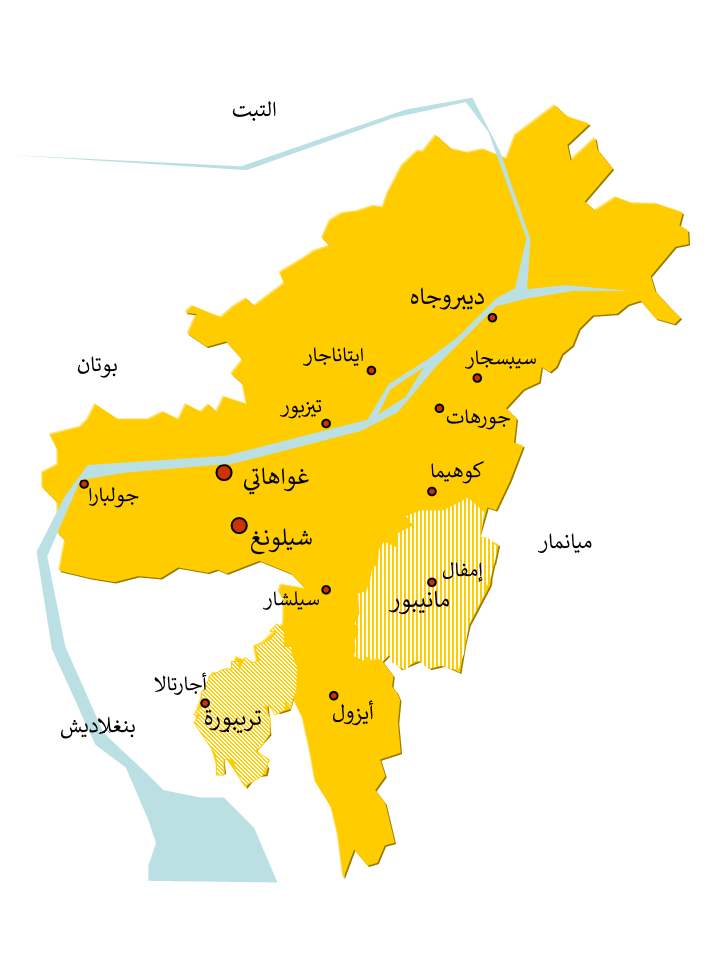
ولاية آسام في خمسينيات القرن الماضي. شكلت ولايات ناجلاند وميغالية وميزورام في الستينيات والسبعينيات. نقلت عاصمة ولاية آسام إلى ديسبو، إحدى ضواحي غواهاتي. انفصلت ولاية أروناجال برديش أيضًا بعد الحرب الهندية الصينية عام 1962.

فصلت منطقة ناجا هيلز عن الولاية لتشكل ولاية ناجالاند في 1963. استجابة لمطالب شعب خاسي وجينتيا وغارو في هضبة ميغالية فصلت مناطق تلال خاسي وتلال جينتيا وتلال غارو عن ولاية آسام في عام 1972 لتصبح ولاية منفصلة باسم ميغالية. فصلت أروناجل برديش (منطقة الحدود الشمالية الشرقية) وميزورام (تلال ميزو) عن ولاية آسام في عام 1986.
شهدت فترة ما بعد السبعينيات نمو الجماعات الانفصالية المسلحة مثل جبهة التحرير المتحدة لأسوم والجبهة الوطنية الديمقراطية لبودولاند. شهدت ولاية آسام في الثمانينيات توترات طائفية استمرت لمدة ست سنوات بين الآساميين والمهاجرين الأجانب الغير قانونيين من بنغلاديش المجاورة. طالبت الأغلبية الآسامية بتوفير ضمانات دستورية وتشريعية وإدارية وثقافية لها بدعوى شعورها بالتهديد من الهجرة البنغلاديشية. هدأت الحالة العامة بعد التوصل إلى اتفاق آسام 1985 بين قادة الولاية وحكومة الاتحاد ولكنه لم يطبق الاتفاق بسبب اختلاف الطرفين على التنفيذ.
كان هناك أيضا توتر عرقي وديني بين الشعوب الأصلية والمسلمون البنغال ظهرت بوادره في بداية عام 1952، ويرجع للمشاعر المعادية للبنغاليين التي عمت الولاية منذ الأربعينيات. ظهرت تجليات هذا التوتر في مذبحة نيلي بعام 1983 والتي اُستهدف فيها رجال قبيلة لالونج المسلمين البنغال ليقتل منهم عدد بين 1600 إلى 3000 (تصل في التقديرات غير الرسمية إلى 10,000) اعتبرت هذه الحادقة واحدة من أسوء المذابح التي وقعت بعد الحرب العالمية الثانية. كان رد الحكومة على هذا الأمر التجاهل وعدم محاسبة أي من دعاة التحريض أو مرتكبي المجزرة.
قُتل في أعمال عنف 2012 بين البودوويون والمسلمون البنغال ما لا يقل عن 77 شخصًا (108 في مصادر أخرى) ونزح 400,000 شخص. ألقت حكومة الولاية اللوم على الهجرة غير الشرعية ولم تحرك ساكن لاحتواء الأمر. حدثت أعمال عنف أخرى في مايو 2014 استهدف فيها المسلمين البنغال الذي قتل منهم 32 شخص وقتل 85 شخص من شعب الأديفاسي المسيحي في ديسمبر من نفس العام. نسبت حكومة الولاية مسئولية هذه الأحداث كلها للجبهة الوطنية الديمقراطية لبودولاند فقط. ضربت الولاية فيضانات عارمة قاتلة في عامي 2020 و2022.

## الجغرافيا

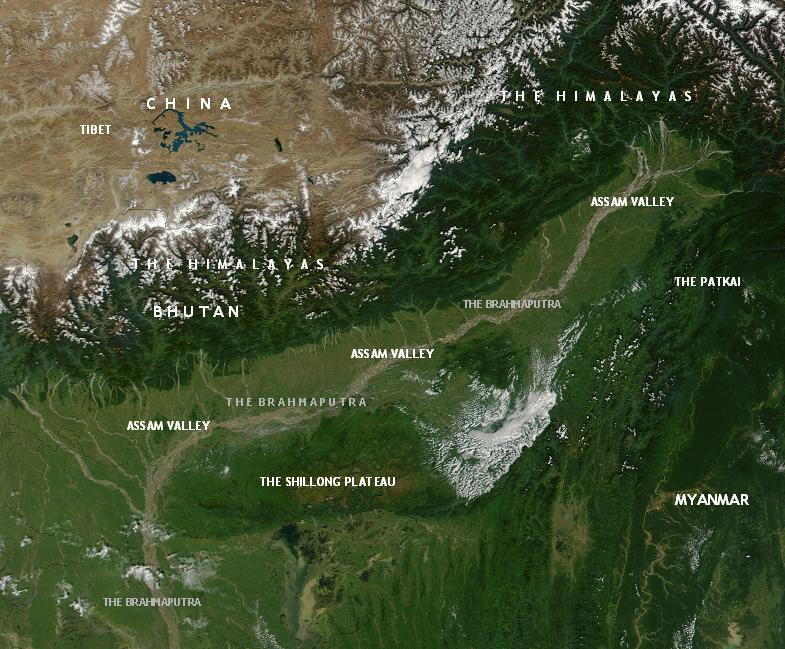
صورة فضائية لولاية آسام ويتضح فيها إحاطة جبال الهيمالايا بالولاية من شمالها وشمال شرقها وشرقها.

يبدو التنوع واضحاً في مظاهر السطح في ولاية آسام، ويمكن تقسيم أراضي هذه الولاية إلى ثلاثة أقسام تضريسية هي: وادي آسام (براهمابوترا) في الشمال وسهلا براك وكاشار في الجنوب وبقية هضبة شيلونغ في الغرب. يعتبر وادي آسام المظهر الطبيعي الأهم في هذه الولاية بطوله البالغ 722 كم، وعرضه الذي يبلغ نحو 80 كم،وتحيط به الجبال والهضاب والتلال من جهاته كافة عدا الجهة الغربية. وتتدفق في هذا الوادي الفسيح مياه نهر براهمابوترا من الشرق نحو الغرب قبل أن ينعطف جنوباً عند الحدود مع بنغلادش. وينبع من الهضبة الوسطى (متوسط ارتفاعها نحو 1000م) الكثير من الروافد النهرية التي تصب في براهمابوترا. أما المنطقة السهلية الجنوبية، فمضرسة قليلاً، تشقها ثلاثة أودية نهرية فرعية تلتقي قبل الحدود مع بنغلادش لتؤلف معاً نهر كوسيارا الذي يرفد نهر ماغنا أحد روافد الغانج الدنيا.
من المراكز الحضرية الكبيرة في الولاية غواهاتي أحد أسرع 100 مدينة نموًا في العالم. وسيلشار (في وادي باراك) ثاني أكبر مدينة حسب عدد السكان وهي مركز تجاري مهم وتليها في الأهمية ديبروجاره مركز صناعة النفط والغاز الطبيعي.
مناخها مناخ مداري موسمي معتدل (تترواح درجة حرارة الصيف الكبرى حول 35-38 درجة مئوية ودرجات الشتاء الصغرى حول 6-8 درجة مئوية) تهطل الأمار بغزارة في الولاية مما يسبب رطوبة عالية. تغمر فيضانات نهر براهمابوترا والأنهار الأخرى مثل نهر باراك ولاية آسام في كل عام إذ ترفع غزارة الأمطار من منسوب مياه الأنهار فتبتلع الفيضانات المنازل والماشية والجسور وخطوط السكك الحديدية والطرق، وتسبب أيضًا انقطاع الاتصالات ووقع وفيات بسببها في العديد من أماكن الولاية.

### الحياة البرية

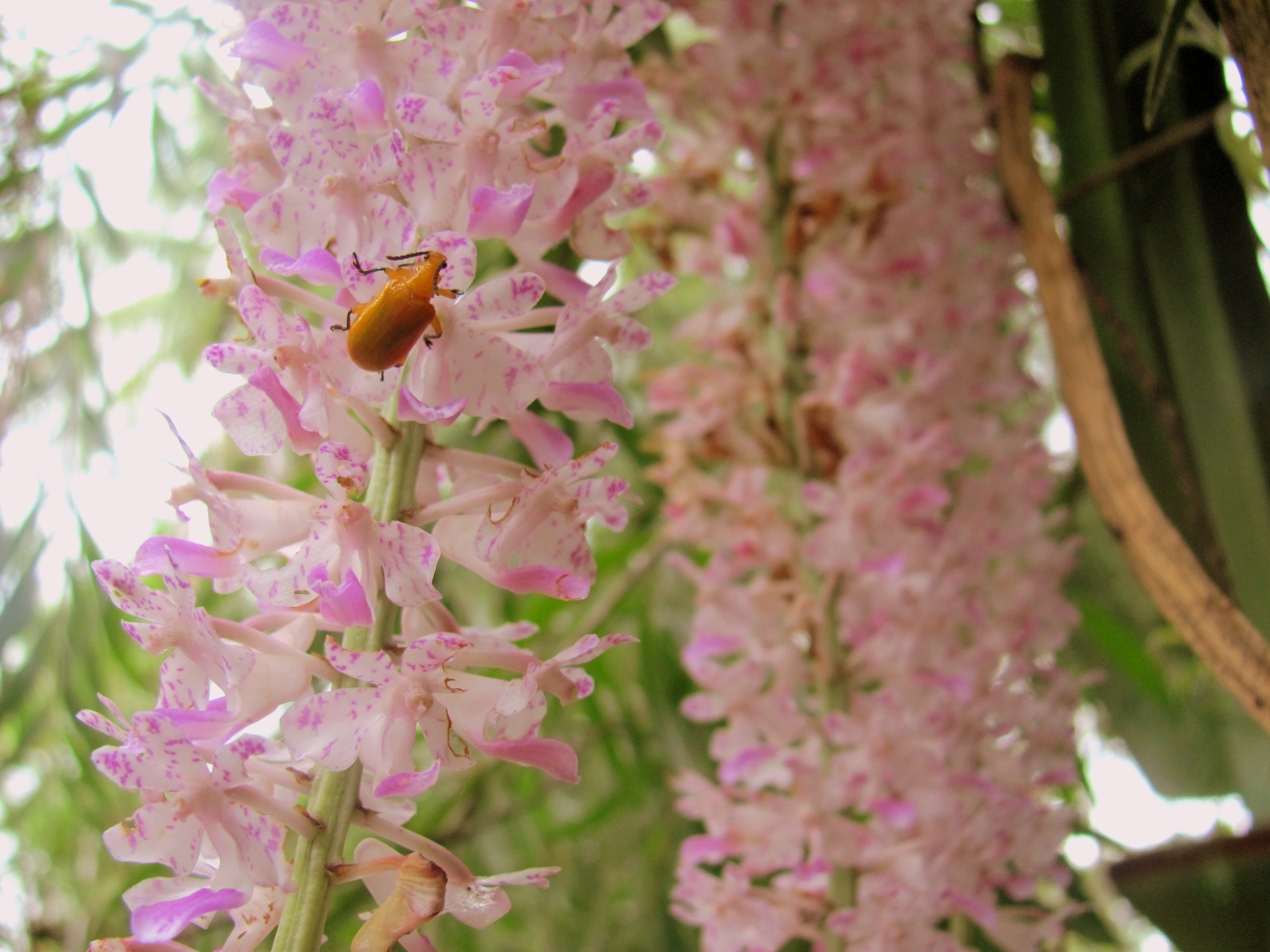
يبدأ موسم الأعياد في منطقة بيهو في آسام عندما تزدهر زهرة Kopou Orchid

ولاية آسام واحدة من أغنى مناطق التنوع البيولوجي في العالم فيوجد فيها غابات استوائية مطيرة وغابات نفضية وأرض عشبية وأدغال الخيزران والعديد من المناطق الرطبة. الولاية هي المؤل الوحي دللعديد المهددة بالانقراض مثل بط أبيض الجناحين وحبارى البنغال وblack-breasted parrotbill ونسر أحمر الرأس ونسر هندي أبيض الظهر وأبو سعن الكبير وJerdon's babbler وأبو قرن أصهب العنق وببر بنغالي وفيل آسيوي وخنزير قزم والغور وجاموس الماء البري وأيل خنزيري هندي وhoolock gibbon ولنغور جي الذهبي ولنغور مقلنس وأيل المستنقع وجبحل وBarca snakehead ‏ وGanges shark وأصلة بورمية وbrahminy river turtle وblack pond turtle وسلحفاة الغابات الآسيوية وAssam roofed turtle والغريال وهو تمساح آكل للأسماك مهدد بالانقراض والبط ذو الرأس الوردي (الذي قد يكون منقرضًا في جميع أنحاء العالم).
يوجد في ولاية آسام أكبر عدد من وحيد القرن الهندي الذي يعاني من خطر الانقراض وفيها أعداد من الخنزير القزم والنمر وأنواع عديدة من الطيور، كما بها أحد الموائل البرية الأخيرة للفيل الآسيوي. صنفت اليونسكو حديقة كازيرانجا الوطنية ومتنزه ماناس الوطني من مواقع التراث العالمي. هناك ثلاث حدائق وطنية أخرى في ولاية آسام وهي حديقة ديبرو سايخوا الوطنية، حديقة ناميري الوطنية وحديقة أورانغ الوطنية. يوجد الولاية أكبر عدد من جاموس الماء البري في العالم. وفيها قرابة 946 نوع للطيور منها 820 نوع أساسي، وفيها 190 نوع من الثدييات.
ولاية آسام غنية جدا بأنواع السحلبية لكنها تتخذ Foxtail orchid ‏ زهرة وطنية لها. تضم حديقة كازيرانجا الوطنية للسحلبية والتنوع البيولوجي أكثر من 500 نوع من السحلبية من أصل 1314 نوع الموجودة في الهند.

### الجيولوجيا
يوجد في ولاية آسام كميات من النفط والغاز الطبيعي والفحم والحجر الجيري ومعادن ثانوية أخرى مثل الكوارتزيت والكاولينيت والسيليمانيت والفلسبار. تتوفر كمية صغيرة من خام الحديد في غرب الولاية. اكتشف الغاز في عام 1889 وتوجد جميع الاحتياطيات الرئيسية من الغاز والبترول في شمال الولاية. قدرت هيئة المسح الجيولوجي الأمريكية وجود 399 مليون برميل (63,400,000 م3) من النفط، و1,178 بليون قدم مكعب (3.34×1010 م3) من الغاز و67 مليون برميل (10,700,000 م3) من متكثف الغاز الطبيعي بالولاية.

## السكان
بلغ إجمالي عدد سكان ولاية آسام 31،169،272 نسمة في عام 2011 زيادة عن 26،638،407 في 2001 بمعدل نمو 16.93%. من المتوقع أن يصل عدد السكان إلى 35.60 مليونًا في عام 2026. يتركز السكان في مقاطعات كامروب وناجوان وسونيت بور وباربتا ودوبري ودارانغ وكاتشار. نما عدد السكان من 3.29 مليون في عام 1901 إلى 6.70 مليون في عام 1941 وزاد إلى 14.63 مليون في عام 1971 وإلى 22.41 مليون في عام 1991. تزداد نسب النمو في المناطق الغربية والجنوبية بسبب الهجرة غير الشرعية من باكستان الشرقية (بنغلاديش حاليًا). 

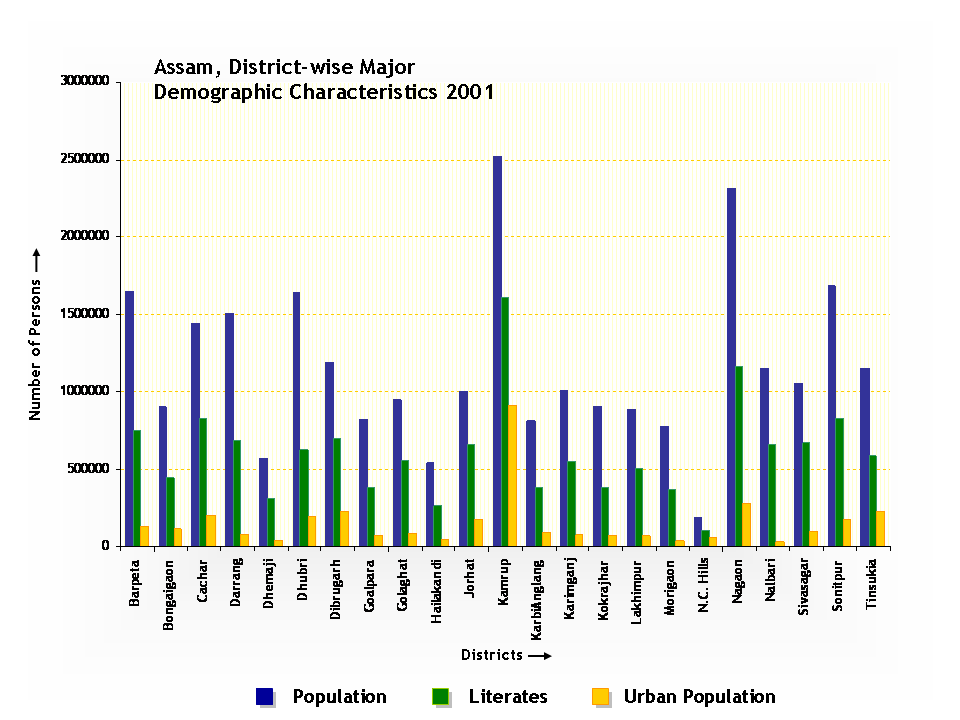
الخصائص الديموغرافية في عام 2001

بلغ معدل معرفة القراءة والكتابة في الولاية 73.18٪ في عام 2011، بلغ المعدل 78.81٪ للذكور و67.27٪ عند الإناث. زيادة عن المعدل في 2001 البالغ 63.3%، بلغ المعدل عند الذكور 71.3% والمعدل عند الإناث بنسبة 54.6%. 12.9% من سكان الحضر. وجد مشروع شعب الهند 115 مجموعة إثنية في ولاية آسام. كانت النتائج كالآتي 79 مجموعة (69٪) يعتبرون أنفسهم مجموعات إقليمية و22 مجموعة (19٪) تعتبر نفسها مجموعات محلية و3 مجموعات يعتبرون أنفسهم أجانب.

### الدين
<div style="border:solid transparent;position:absolute;width:100px;line-height:0;
الدين في آسام (2011)
ظهر في تعداد 2011 للسكان أن 61.47% من سكان الولاية هندوس و34.22% منهم مسلمون و3.7% مسيحية. الديانات الأخرى الموجودة تشمل البوذية (0.2%) والجاينية (0.1%) السيخية (0.1%) والأرواحية ( بين مجتمعات خامتي وفاكي وأيتون وغيرها). يبلغ عدد سكان القبائل المهمشة في ولاية آسام حوالي 13% ويمثل البودوويون 40% منهم. توجد 9 من أصل 32 مقاطعة بالولاية ذات أغلبية مسلمة وهي هي دوبري وجولبارا وباربتا وموريجاون وناجوان وكاريمجانج وهايلاكاندي ودارانغ وبونججاون.
| الدين       | المجموع    |
| ----------- | ---------- |
| الهندوسية   | 19،180،759 |
| الإسلام     | 10،679،345 |
| المسيحية    | 1،165،867  |
| البوذية     | 54،993     |
| الجاينية    | 25،949     |
| السيخية     | 20،672     |
| ديانات أخرى | 27،118     |
| غير متوفر   | 50،873     |
| المجموع     | 31،205،576 |

### اللغات
اللغات في آسام (2011)
هناك لغتين رسميتين هما اللغة الآسامية واللغة البودووية، وتعتبر اللغة المانيبورية اللغة الرسمية في منطقة هوجاي وجميع مقاطعات وادي باراك الثلاث والبنغالية هي اللغة الرسمية في مقاطعات وادي باراك الثلاث أيضا، كما تنتشر في الوادي اللغة السيلهيتية أيضا.  ذكر في تعداد اللغة لعام 2011 في الولاية أن اللغة الآسامية هي أكثر اللغات انتشارا بإجمالي 22 مليون متحدث (71%)، 15 مليون شخص هي لغتهم الأم (أي 48.38%) وحوالي 7 ملايين هي لغتهم الثانية. وتعتبر اللغة الآسامية لغة التواضل الرئيسية في الولاية.
يتحدث اللهجات البنغالية المختلفة حوالي 9 ملايين نسمة وقد زاد عدد متحدثي اللهجات قليلاً وفقًا للتعداد السكاني. 30٪ من السكان المسلمين لغتهم الأم هي إحدى اللهجات البنغالية ولكنهم يذكرون في التعداد السكاني ذكروا أن لغتهم الأم هي اللغة الآسامية. في وادي براهمابوترا اللهجة البنغالية الرئيسية هي لهجة إقليم ميمينسينغ البنغلاديشي، بينما في وادي باراك ومنطقة هوجاي اللغة السيلهيتية هي الرئيسية ويعتبرها التعداد السكاني لهجة بنغالية في التعداد السكاني. اللغة البودووية هي ثالث اللغات انتشارًا تليها الهندية في المركز الرابع.
| اللغة           | التعداد    |
| --------------- | ---------- |
| اللغة الآسامية  | 15،097،257 |
| اللغة البنغالية | 9،024،652  |
| اللغة البودووية | 1،407،371  |
| اللغة الهندية   | 1،001،698  |
| اللغة السادرية  | 714،607    |
| Mishing         | 617،870    |
| اللغة النيبالية | 596،026    |
| Karbi           | 511،771    |
| أخرى            | 2،234،319  |
| المجموع         | 31،205،576 |

## الحكومة
المؤسسة التشريعية بالولاية هي هيئة ولاية آسام التشريعية ذات الغرفة الواحدة المكونة من 126 مقعد (16 مقعد منها للقبائل الأصلية و8 للقبائل المهمشة) تنتخب الهيئة التشريعية مرة كل خمس سنوات وهي من تنتخب رئيس وزراء الولاية وتنقسم الدولة إلى خمسة أقسام إقليمية . فاز حزب بهاراتيا جاناتا بقيادة سارباناندا سونوال في انتخابات الهيئة في 19 مايو 2016 وبذلك بداء حكم حزب بهاراتيا جاناتا للولاية. يحكم ولاية آسام حاليًا جولاب تشاند كاتاريا من حزب بهاراتيا جاناتا.

### المناطق الإدارية

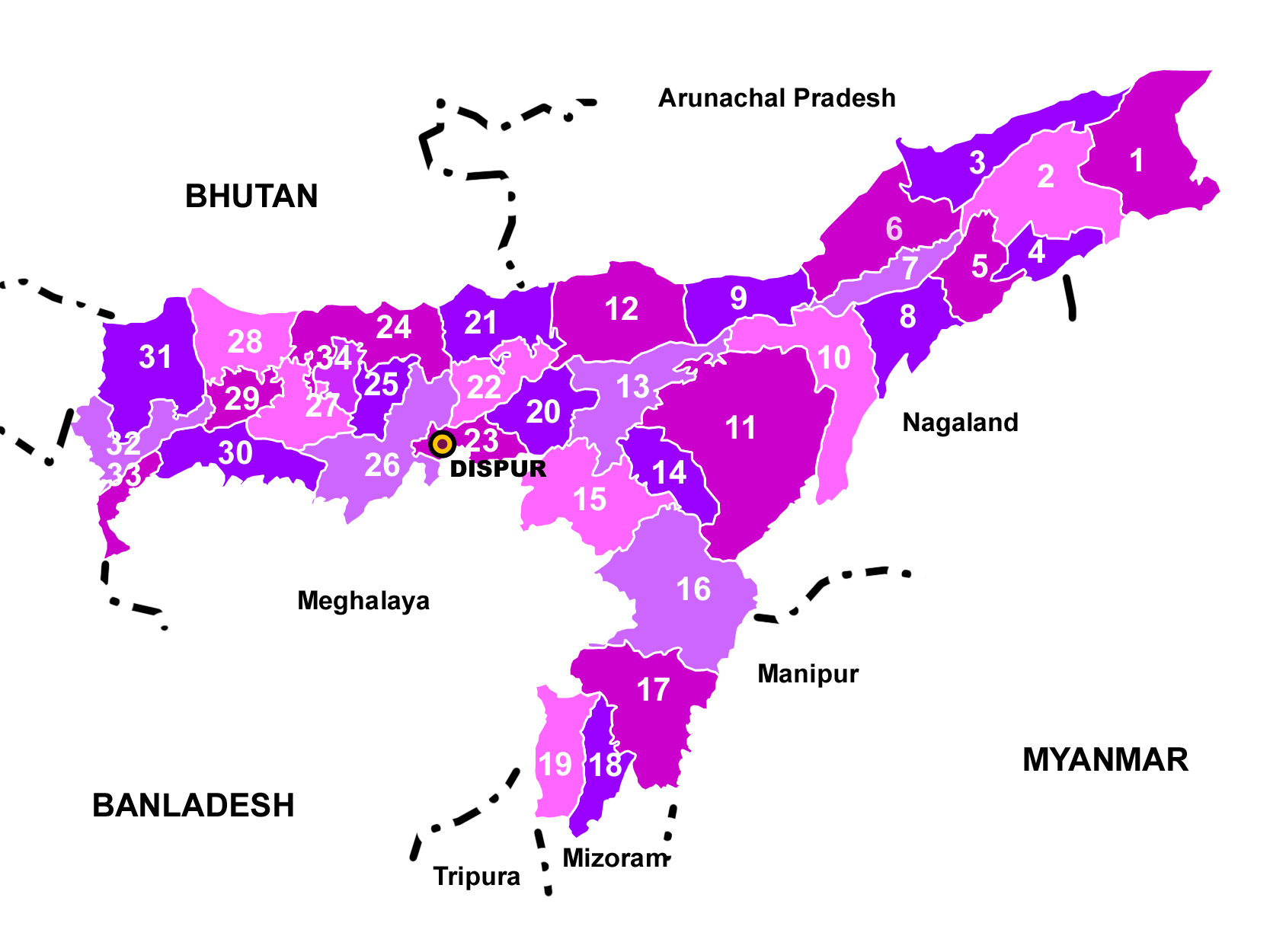
1. Tinsukia 2. Dibrugarh 3. Dhemaji 4. Charaideo 5. Sivasagar 6.اكيمبور 7. Majuli 8. جورهات 9. Biswanath(merged with Sonitpur district) 10. Golaghat 11. كاربي انجلونج 12. سونيت بور 13. ناجوان 14. Hojai 15. Karbi Anglong West 16. ديما هاسو 17. كاتشار 18. Hailakandi 19. Karimganj 20. Morigaon 21. Udalguri 22. دارانغ 23. Kamrup Metro 24. Baksa 25. Nalbari 26. Kamrup 27. باربتا 28. مقاطعة تشيرانغ 29. Bongaigaon 30. Goalpara 31. Kokrajhar 32. Dhubri 33. South Salmara Mankachar 34. Bajali

يوجد حاليا في الولاية 35 منطقة في ولاية آسام مقسمة حسب على المعالم الجغرافية مثل الأنهار والتلال والغابات. خمسة منها شكلت في 15 أغسطس 2015:
- فصل جزء من منطقة سونيتبور ليصبح منطقة بيسواناث (9 في الخريطة)
- فصل جزء من سيفاساغار ليصبح منطقة شاراديو (4)
- فصل جزء من ناجاون ليصبح منطقة هوجاي (14)
- فصل جزء من دوبري ليصبح منطقة جنوب سلمارا مانكاشار (33)
- قسمت منطقة كاربي أنجلونج إلى مقاطعات شرقية (11) وغربية (15).

فصلت جزيرة في نهر براهمابوترا من منطقة جورهات في 27 يونيو 2016 لتصبح منطقة ماجولي وهي أول منطقة نهرية في الهند. اقتطعت منطقة باجالي من منطقة باربيتا في 12 يناير 2021 لتصبح المنطقة الرابعة والثلاثين في ولاية آسام.
دمجت مناطق باجالي (مع باربيتا)، تامولبور (مع أودالغوري)، بيسواناث (مع سونيتبور) وهوجاي (مع ناجاون) في 31 ديسمبر 2022 لينخفض عدد المقاطعات إلى 31. ولكن أعادت حكومة آسام تشكيل المقاطعات الأربع الجديدة (باجالي، تامولبور، بيسواناث وهوجاي)، مما رفع عدد المقاطعات إلى 35 مرة أخرى.

### المراكز الحضرية
تنقسم المناطق الإدارية أيضًا إلى 54 تقسيمًا فرعيًا أو ماهاكوما. وتحت هذه التقسيم الفرعية توجد بانشايات وهي مجموعة من المناطق الريفية أو الفردية. يوجد الآن 2489 قرية بانشايات من أصل 26247 قرية في ولاية آسام.
قسمت المناطق إلى 219 منطقة تنموية وبالنسبة للقانون والنظام فهي مقسمة إلى 206 مركز شرطة. غواهاتي هي أكبر منطقة حضرية وتجمع حضري في الولاية وهي أصغر بلدية بمساحة قدرها 216.79 كـم2 (83.70 ميل2).
يوجد بالولاية 9 مراكز حضرية قديمة وبارزة موجودة قبل استقلال الهند وهي مدرجة أدناه:
| المراكز الحضرية بالولاية | المراكز الحضرية بالولاية | المراكز الحضرية بالولاية | المراكز الحضرية بالولاية | المراكز الحضرية بالولاية | المراكز الحضرية بالولاية | المراكز الحضرية بالولاية | المراكز الحضرية بالولاية                    |
| المركز الحضري | مجلس المدينة             | السنة                    | مطار                     | محطة سكة حديد            | شبكة طرق                 | الفئة                    | ملاحظات                                     |
| --- | ------------------------ | ------------------------ | ------------------------ | ------------------------ | ------------------------ | ------------------------ | ------------------------------------------- |
| غواهاتي | لجنة مدينة جواهاتي       | 1853                     | نعم                      | نعم                      | نعم                      | المستوى الثالث           | أكثر غواهاتي هي أول بلدية في ولاية آسام.    |
| غواهاتي | مجلس بلدية جواهاتي       | 1873↑                    | نعم                      | نعم                      | نعم                      | المستوى الثاني           |                                             |
| غواهاتي | مؤسسة بلدية جواهاتي ‏     | 1974↑                    | نعم                      | نعم                      | نعم                      | المستوى الأول            | أكثر إنشاء مؤسسة بلدية جواهاتي.             |
| ديبروجاره | مجلس بلدية ديبروجاره     | 1873                     | نعم                      | نعم                      | نعم                      | المستوى الثاني           | أكثر ديبروجاره هي ثاني بلدية في ولاية آسام. |
| جولبارا | مجلس بلدية جولبارا       | 1875                     | لا 1                     | نعم                      | نعم                      | المستوى الثاني           | أكثر شُكلت بلدية جولبارا في 1875.            |
| دوبرى | مجلس بلدية دوبرى         | 1883                     | نعم                      | نعم                      | نعم                      | المستوى الثاني           | أكثر شكلت بلدية دوبرى في 1883.              |
| Nagaon | مجلس بلدية ناجاون        | 1893                     | لا 3                     | نعم                      | نعم                      | المستوى الثاني           | أكثر شكلت البلدية في عام 1893.              |
| تيزبور ‏ | مجلس بلدية تيزبور        | 1894                     | نعم                      | نعم                      | نعم                      | المستوى الثاني           | أكثر شكلت البلدية في عام 1894.              |
| جورهات | مجلس بلدية جورهات        | 1909                     | نعم                      | نعم                      | نعم                      | المستوى الثاني           | أكثر شكلت البلدية في عام 1909.              |
| جولاغات | مجلس بلدية جولاغات ‏      | 1920                     | لا 4                     | نعم                      | نعم                      | المستوى الثاني           | أكثر شكلت البلدية في عام 1920.              |
| سيلشار ‏ | مجلس بلدية سيلشار        | 1922                     | نعم                      | نعم                      | نعم                      | المستوى الثاني           | أكثر شكلت البلدية في عام 1922.              |
| †المستوى الأول: مدينة كبرى بها تجمع حضري تديره مؤسسة بلدية. المستوى الثاني: مدينة متوسطة الحجم بها تجمع حضري يديرها مجلس بلدي. المستوى الثالث: مدينة صغيرة أكبر من البلدة بها مستوطنة بشرية كبيرة. ↑رفعت درجت المدينة أعلى أشكال الإدارة المدنية. |                          |                          |                          |                          |                          |                          |                                             |
| ^1 مشترك مع المركز الحضري الآخر ^3 مشترك مع تيزبور. ^4 مشترك مع غورهات. |                          |                          |                          |                          |                          |                          |                                             |

## الاقتصاد

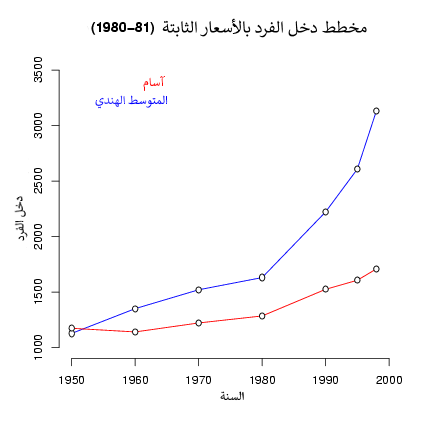
معدل النمو الهندي ونمو آسام منذ عام 1950

يعتمد اقتصاد ولاية آسام على الزراعة والنفط. تنتج ولاية آسام أكثر من نصف إنتاج الشاي في الهند ويحتوي حوض آسام أراكان على حوالي ربع احتياطي النفط في البلاد وينتج حوالي 12% النفط بالبلاد. قُدر الناتج المحلي الإجمالي في ولاية آسام في عام 2004 بمبلغ 13 مليار دولار بالأسعار الحالية. بالنسبة للقطاعت الاقتصاد فأكبرها نموًا القطاع الثالث بينما اخفض نمو القطاع الزراعي من 2.6% سنويًا في الثمانينات إلى 1.6% في التسعينيات. أظهر قطاع الصناعات التحويلية بعض التحسن في التسعينيات بمعدل نمو بلغ 3.4% سنويًا مقارنة بـ 2.4% في الثمانينيات.
يبلغ نصيب الفرد من الناتج المحلي الإجمالي في ولاية آسام 6,157 روبية هندية بالأسعار الثابتة (1993-1994) و10,198 روبية هندية بالأسعار الحالية وهو أقل ب40% من المتوسط الهندي. وصل نصيب الفرد من الدخل في ولاية آسام إلى 6756 روبية هندية (بالأسعار الثابتة لعام 1993-1994) في فترة 2004-2005، وهو لا يزال أقل بكثير من المتوسط الهندي.

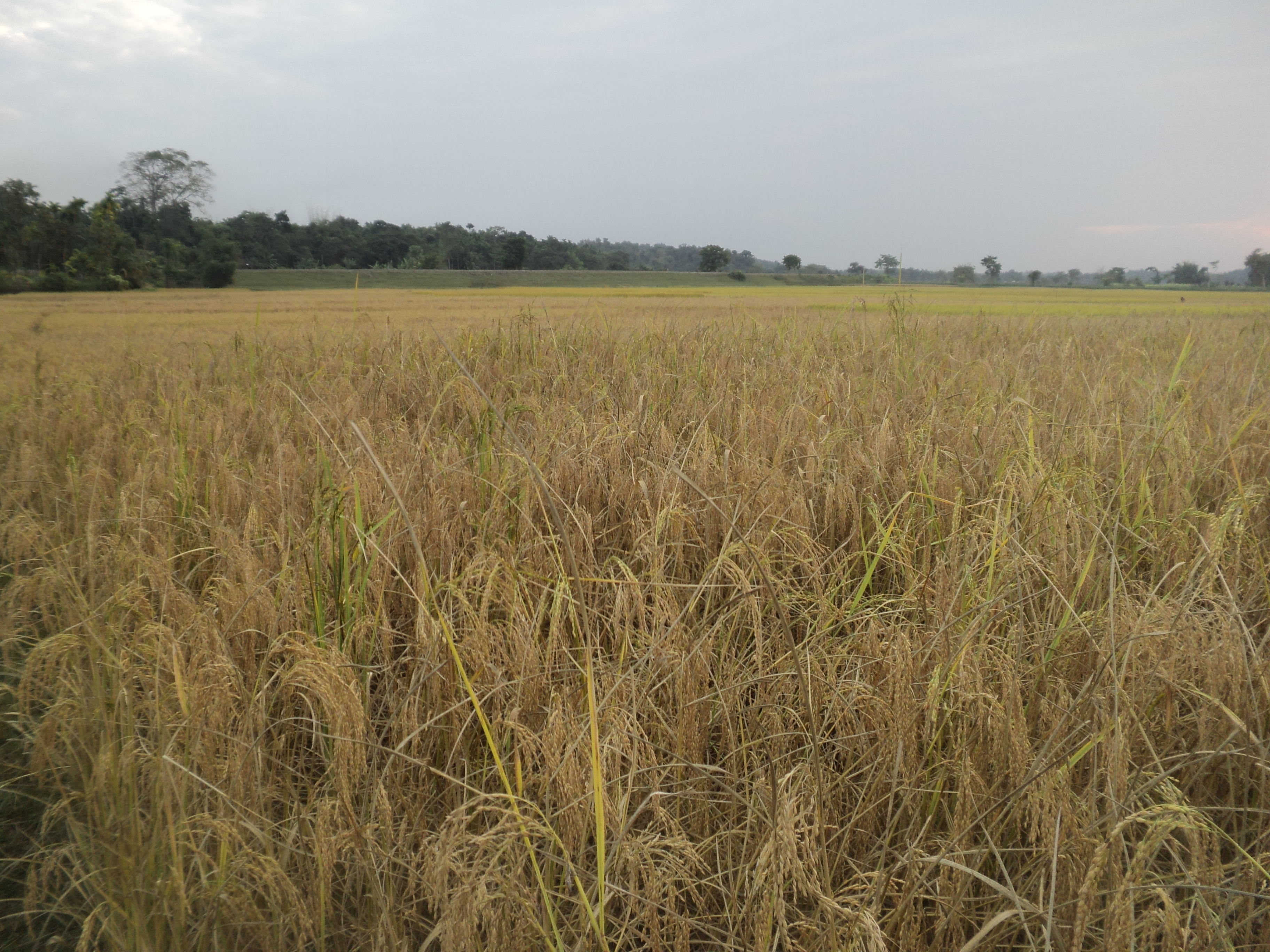
حقل أرز في الولاية

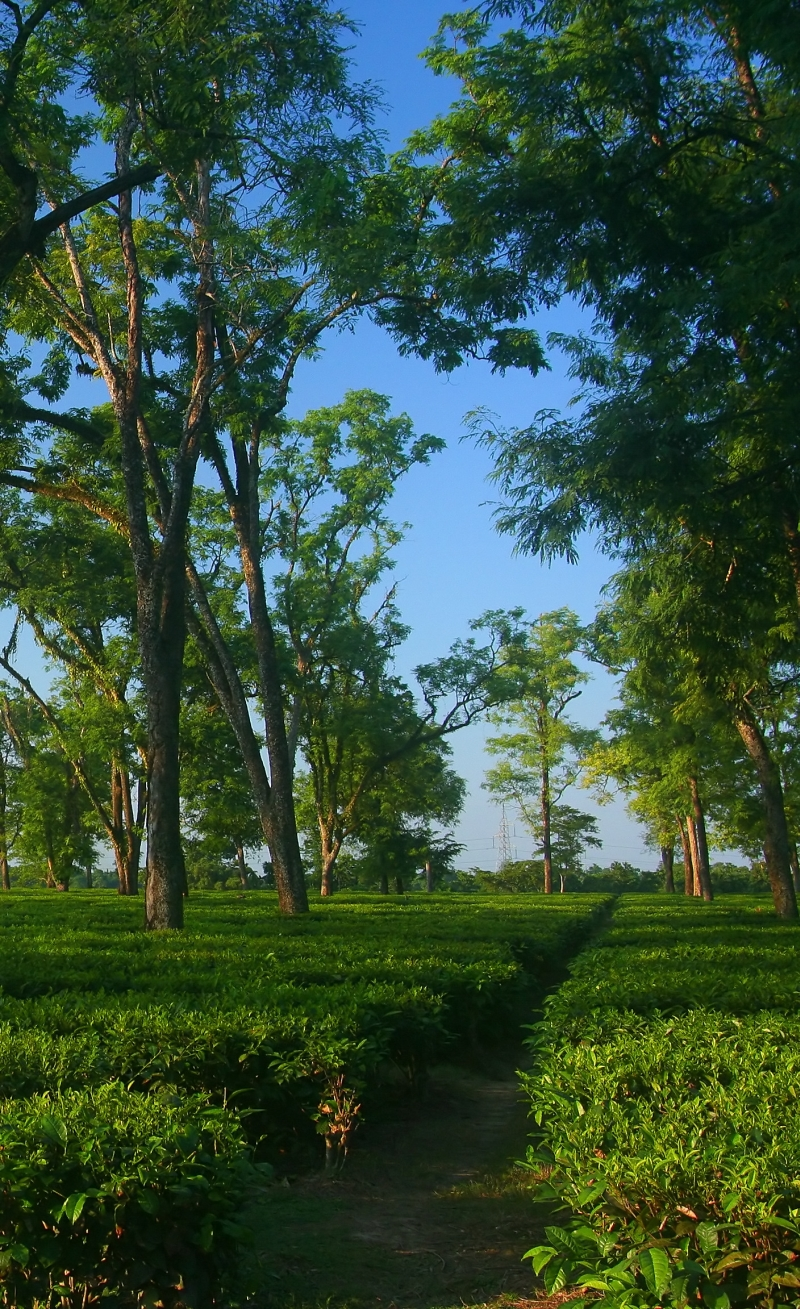
مرزعة شاي في الولاية

لا يواكب معدل النمو في الولاية معدل النمو الهندي ويزاد الفرق بشكل كبير بين المعدلين منذ السبعينيات رغم  موارد الولاية الطبيعية الكبيرة. للمقارنة نما الاقتصاد الهندي بمعدل 6% سنويًا في فترة 1981 إلى 2000 بينما كان معدل النمو في ولاية آسام 3.3٪ فقط. نما اقتصاد الولاية (بالأسعار الثابتة للفترة 1993-1994) بنسبة 4.5% في الفترة 2001-2002 ولكنه انخفض إلى 3.4% في السنة المالية التالية. نما الاقتصاد (بالأسعار الثابتة 1993-1994) بنسبة 5.5% في عام 2003-2004 و5.3% في عام 2004-2005.

### البطالة
البطالة هي واحدة من المشاكل الرئيسية في الولاية ويمكن أن تعزى هذه المشكلة إلى الاكتظاظ السكاني ونظام التعليم الخاطئ، ففي كل عام يتخرج العديد من الطلاب بدرجات أكاديمية أعلى من المطلوبة في سوق العمل. تتفاقم المشكلة بسبب زيادة عدد المعاهد الفنية وتعيين أناس من خارج الولاية في قطاعات السكك الحديدية والنفط وإحجام الإدارات المعنية عن الإعلان عن الوظائف الشاغرة باللغة العامية للشباب العاطلين الباحثين عن وظائف شاغرة من الدرجة C وD. سببت الهجرة غير الشرعية من بنغلاديش إلى زيادة القوى العاملة بشكل كبير دون زيادة متناسبة في الوظائف. ويتنافس المهاجرون مع العمال المحليين على الوظائف ذات الأجور المنخفضة.

### الزراعة
قطاع الزراعة أكبر القطاعات مساهة بالاقتصاد فتشارك بأكثر من ثلث اقتصاد الولاية وتوظف 69٪ من القوى العاملة. لم تُطور الزراعة في ولاية آسام بشكل المطلوب بعد فلم تزاد الإنتاجية إلا بشكل طفيف وهي منخفضة مقارنة بالمناطق ذات الإنتاجية العالية. على سبيل المثال بلغ إنتاج الأرز (وهو الغذاء الرئيسي في ولاية آسام) 1531 كجم للهكتار الواحد فقط مقابل 1927 كجم للهكتار في المتوسط الوطني في فترة 2000-2001 (وهو إنتاج ضعيف أصلا مقارنة مع إنتاج مصر 9283 كجم والولايات المتحدة 7279 كجم وكوريا الجنوبية 6838 كجم واليابان 6635 كجم والصين 6131 كجم للهكتار في عام 2001). ومن ناحية صيد الإسماك فهو أيضا صغير ولا يلبي الطلب الكبير هذا مع وجود 1.5 مليون هكتار من المسطحات المائية والعديد من الأنهار ووجود 165 نوعًا من الأسماك بالولاية. تؤثر الفيضانات بقوة على القطاع الزراعي والمزارعين بسبب تدمر الحقول والمحاصيل الزراعية من مياه الفيضانات.

### الصناعة
شركة آسام للنفط المحدودة هي المسؤولة عن إنتاج النفط، والغاز الطبيعي بالولاية والولاية هي ثاني منطقة بالعالم يكتشف فيه. تقع معظم حقول النفط في منطقة آسام الشرقية ويوجد في ولاية آسام أربع مصافي نفط في ديجبوي وغواهاتي وبونجايجاون ونوماليجاره وتبلغ طاقتها الإجمالية 7 ملايين طن متري سنويًا. أنشئت أول مصفاة نفط آسيوية في ديجبوي.
هناك العديد من الصناعات الأخرى مثل مصانع الأسمدة الكيماوية في نامروب والصناعات البتروكيماوية في نامروب وبونجاجاون ومصانع الورق في جاجيرود وشركة هندوستان للورق المحدودة بمنطقة بلدة بانشجرام وجوجيجوبا ومصانع السكر في باروا بامون جاون وشارجولا وكامبور ومصانع الأسمنت في بوكاجان وباداربور ومصنع مستحضرات التجميل التابع لشركة هندوستان يونيليفر في دوم دوما. وهناك مصانع أخرى مثل مصانع الجوت ومصانع النسيج والغزل ومصانع الحرير. تخسر أو تغلق العديد من صناعات الولاية بسبب نقص البنية التحتية والإدارة الفاشلة.
حددت حكومة الهند بعض المجالات لتركيز التنمية الصناعية عليها بالولاية:
- الصناعات البترولية والغاز الطبيعي
- الصناعات المعدنية المحلية بالولاية
- تجهيز المحاصيل الزراعية
- الصناعات الغذائية
- منتجات البستنة
- المنتجات العشبية
- منتجات التكنولوجيا الحيوية
- المستحضرات الصيدلانية
- الصناعات الكيميائية والبلاستيكية
- الصناعات الموجهة للتصدير
- الصناعات الإلكترونية وتقنية المعلومات
- صناعات الورق
- المنسوجات وتربية دودة القز
- الصناعات الهندسية
- الصناعات المعتمدة على القصب والخيزران
- الحرف اليدوية الأخرى

### النقل

خريطة آسام مع شبكة الطرق وخطوط السكة الحديد بها

قُرب ولاية آسام من بعض الدول المجاورة مثل بنغلاديش ونيبال وبوتان يفيدها تجاريًا. هناك العديد من المحطات الجمركية البرية بين الولاية وبنغلاديش وبوتان لتسهيل التجارة الحدودية. ترتبط الولاية بالجزء الأكبر من الهند بممر سيليجري الضيق ولكنها مربوط بالهند بشبكة جيدة من خطوط السكك الحديدية والطرق والنقل الجوي. يربط مطار لوكبريا جوبيناث بوردولوي الدولي في غواهاتي الولاية بباقي الهند وببانكوك وسنغافورة وبوتان وكولامبور كان هو المطار الثاني عشر الأكثر ازدحامًا في الهند في عام 2023.

## التعليم

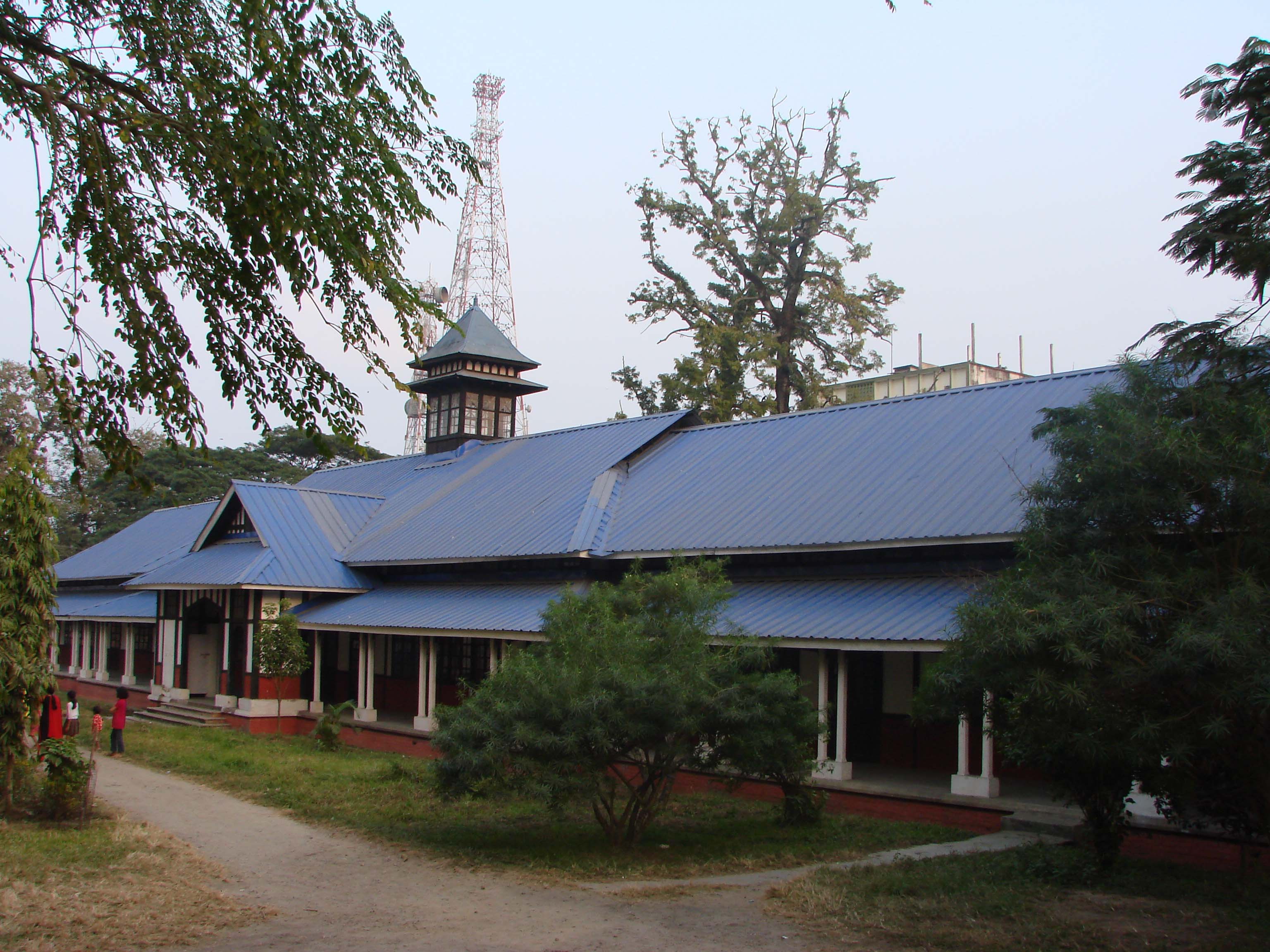
Cotton University، Guwahati

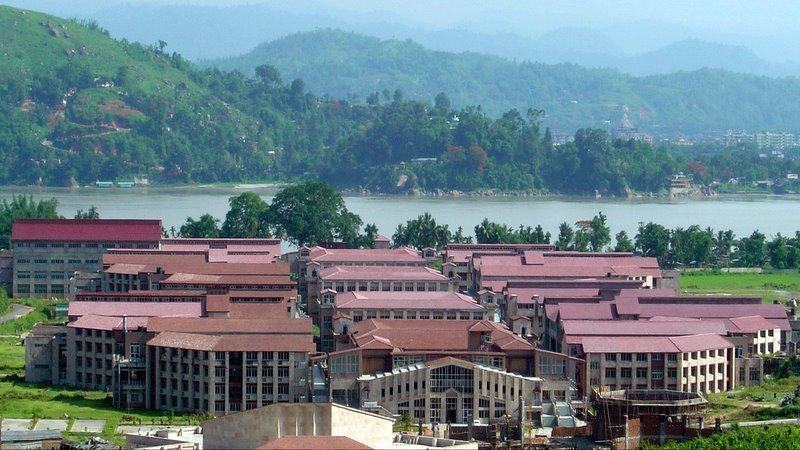
IIT Guwahati

تدير الحكومة الهندية أو حكومة الولاية المدارس الحكومية ويوجد بها أيضا المدارس الخاصة، اللغة الآسامية هي لغة التعليم الرئيسية في المؤسسات التعليمية ويُدرس أيضًا باللغة البنغالية.

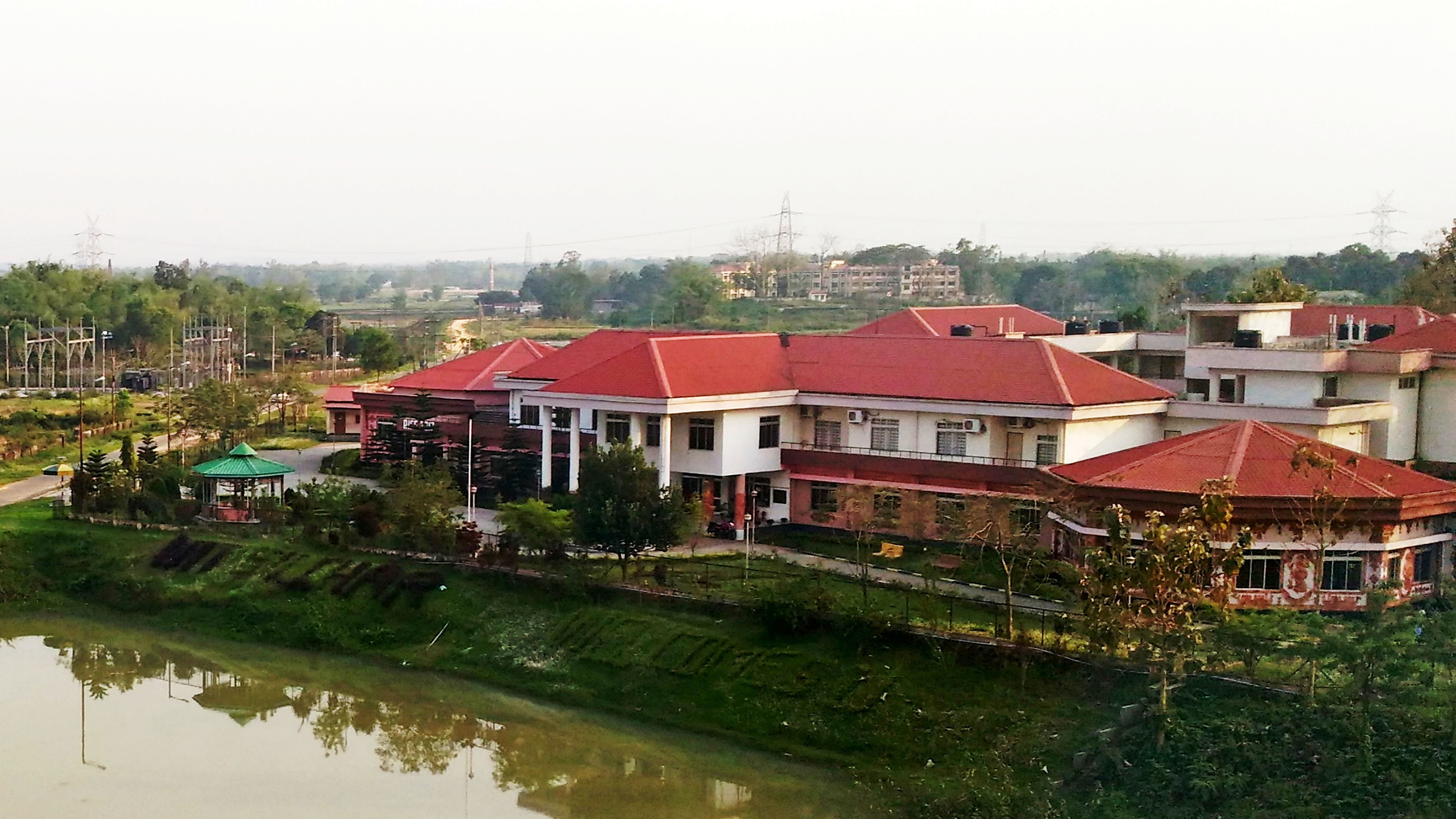
National Institute of Technology، Silchar

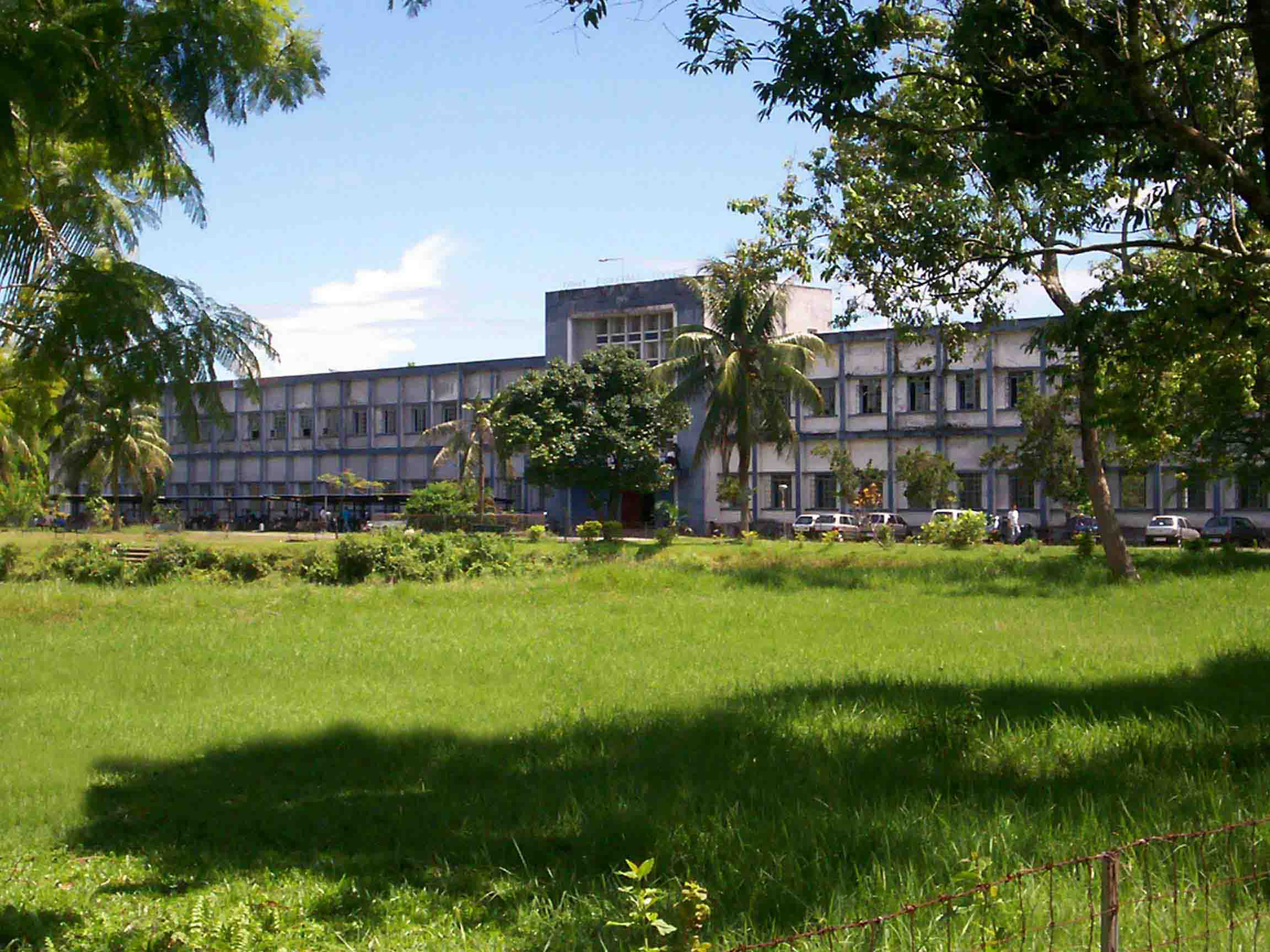
Jorhat Engineering College في Assam Science and Technology University

تشمل الجامعات والكليات:

### الجامعات
- Assam University
- Assam Agricultural University، جورهات
- Assam Don Bosco University،[168]
- Assam down town University،[169]
- Assam Rajiv Gandhi University of Cooperative Management، سيبسجار
- Assam Science and Technology University،[170] غواهاتي
- Assam Women's University،[171] جورهات
- Bodoland University،[172] كوكراجهار
- Cotton University، غواهاتي
- Dibrugarh University،[173] ديبروجاره
- Gauhati University،[174] غواهاتي
- Kaziranga University،[175] جورهات
- Krishnaguru Adhyatmik Vishvavidyalaya
- Krishna Kanta Handique State Open University
- Kumar Bhaskar Varma Sanskrit and Ancient Studies University
- Mahapurusha Srimanta Sankaradeva Viswavidyalaya
- National Law University and Judicial Academy، Assam[176]
- Royal Global University
- Srimanta Sankaradeva University of Health Sciences
- Tezpur University،[177] تيزبور  [لغات أخرى]‏

### كليات الطب
- AIIMS، غواهاتي
- Assam Medical College، ديبروجاره
- Gauhati Medical College and Hospital، غواهاتي
- جورهات Medical College and Hospital  [لغات أخرى]‏، جورهات
- Diphu Medical College and Hospital، ديفو
- Lakhimpur Medical college and Hospital، اكيمبور
- Silchar Medical College and Hospital، سيلشار  [لغات أخرى]‏
- Tezpur Medical College، تيزبور  [لغات أخرى]‏
- Fakhruddin Ali Ahmed Medical College، باربتا
- Nagaon Medical College and Hospital، Nagaon
- Kokrajhar Medical College and Hospital، كوكراجهار
- Dhubri Medical College and Hospital، دوبرى
- Regional Dental College، غواهاتي
- Government Dental College، سيلشار  [لغات أخرى]‏

### الكليات الهندسية والتنكولوجية
- Indian Institute of Technology، غواهاتي[178]
- Indian Institute of Information Technology، Guwahati
- National Institute of Technology، Silchar،[179]
- Assam Engineering College، غواهاتي[180]
- Assam Science and Technology University
- Bineswar Brahma Engineering College، كوكراجهار
- Central Institute of Technology، كوكراجهار[181]
- Girijananda Chowdhury Institute of Management and Technology، غواهاتي[182]
- Girijananda Chowdhury Institute of Management and Technology، تيزبور  [لغات أخرى]‏
- Jorhat Engineering College، جورهات[183]
- Jorhat Institute of Science & Technology، جورهات
- Barak Valley Engineering College، كاريمجانج
- Golaghat Engineering College، جولاغات

## القضايا الاجتماعية

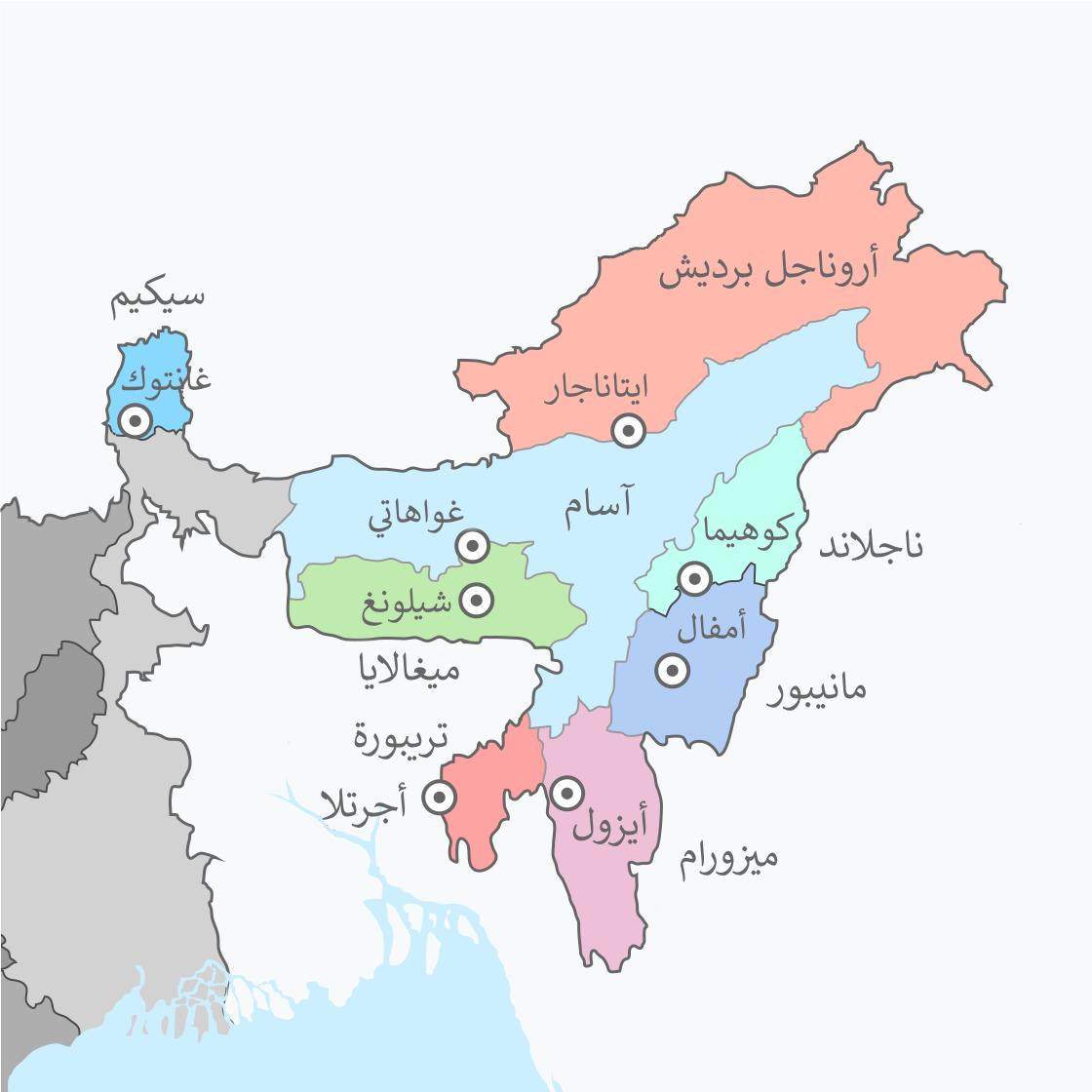
منطقة شمال شرق الهند أو الأخوات السبع جميع الولايات الظاهرة بالخريطة باستثناء سيكيم كانت تابعة لآسام

### النزاع مع الولايات
ذكرت حكومة ولاية آسام أن لها نزعات حدودية مع ولايات ميغالية وميزورام وناجلاند وأروناجل برديش.

#### النزاع مع ميزورام
فُصلت ميزورام لتصبح ولاية منفصلة عن ولاية آسام في عام 1987. تختلف الولايتين على مساحة 509 ميل مربع فترى ولاية ميزورام أن الحدود يجب أن تكون على الخط الذي رسم في عام 1875 بموجب لائحة حدود البنغال الشرقية بينما ترى ولاية آسام حدودها هي الحدود التي رسمتها هيئة المساحة الهندية في عام 1933، تطور الموضوع إلى اشتباكات حدودية في عام 2021.

#### النزاع مع ميغالية
توجد اثنتي عشرة منطقة متنازع عليها بين الولايتين. عقد رئيس وزراء آسام هيمانتا بيسوا سارما ونظيره رئيس وزراء ميغالية كونراد سانجما أول اجتماع على النزاع الحدودي في عام 2021، اتفقت الولايتان على إجراء تقييم فردي للمطالبات على الاثني عشر منطقة وعقد جولة ثانية من المناقشات بين رئيسي الولايتين في شهر أغسطس المقبل. ذكر وزير الدولة للشؤون الداخلية نيتياناند راي لتوضيح نهج الحكومة في حل الاختلاف: كان نهج الحكومة المركزية دائمًا هو أن النزاعات بين الدول يمكن حلها بالتعاون مع حكومات الولايات المعنية وأن دور الحكومة المركزية تعزيز التفاهم بينهما.

#### النزاع مع ناجلاند
بدأ النزاع الحدودي بين الولايتين منذ تشكيل ناجلاند في عام 1963. وتطالب الولايتان بالسيادة على ميراباني وهي قرية صغيرة بجوار سهول منطقة غولاجات في ولاية آسام. وقعت عدة اشتباكات منها عنيفة بين الطرفين في المنطقة منذ إنشاء ناجلاند.

#### النزاع مع أروناجل برديش
تشترك ولاية آسام بحدود طولها 804.10 كم مع ولاية أروناجل برديش التي تزعم أن بعض من الأراضي التي كان يملكها سكانها نقلت لتديرها ولاية آسام. أوصت لجنة ثلاثية (الولايتين والحكومة المركزي) بنقل مناطق معينة من ولاية آسام إلى أروناجل ومنذ ذلك الحين تتقاتل الولايتان في المحكمة العليا الهندية بشأن هذه القضية. حدثت بعض حوادث العنف عند الحدود.

### مطالب الانفصال

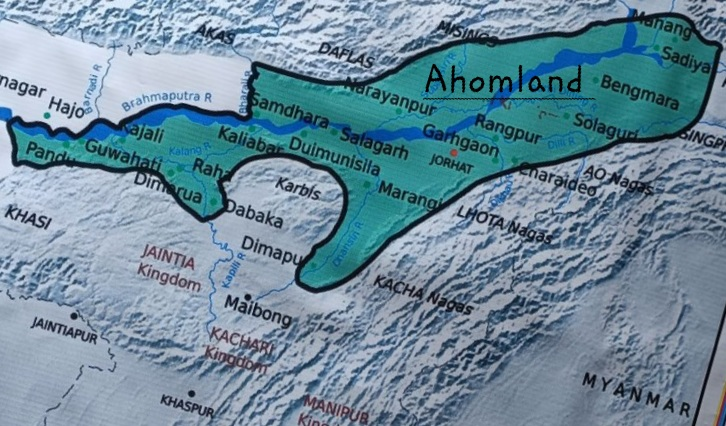
خريطة منطقة أوملاند

#### أوملاند
تطالب منظمات شعب آهوم المختلفة في آسام العليا فصل مقاطعتي سيفاساجار ولاكيمبور لإنشاء ولاية منفصلة باسم أوملاند في عام 1967. نظمت منظمة تاي آهوم يوبا باريشاد، آسام احتجاجًا في تشاشال في 2023 لدعم مطالبات انفصال أوملاند.

#### وادي باراك

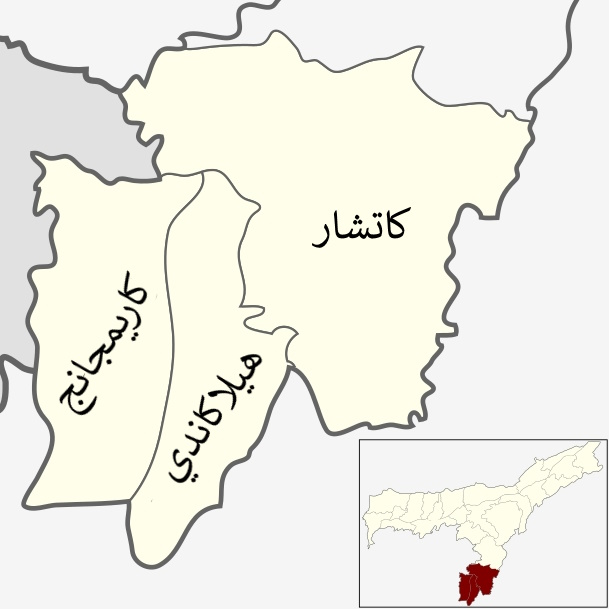
خريطة وادي باراك

يتكون وادي باراك من مناطق كاشار وكاريمجانج وهيلاكاندي المجاورة إقليم سهلت، وهي من المناطق التي استقر بها البنغاليون قبل الفترة الاستعمارية بمدة طويلة كما ذكر المؤرخ جيه بي بهاتاشارجي. ثم زادت هجرة البنغاليون إلى كاشار بعد الضم البريطاني للمنطقة. يطالب الشعب البنغالي الأصلي في المنطقة بفصلهم عن ولاية آسام ويقترح أن تكون سيلشار العاصمة. وادي باراك هو أكثر المناطق إهمالًا في ولاية آسام فلا تطور فيه البنية التحتية ولا قطاع السياحة والمؤسسات التعليمية والمستشفيات وصناعات تكنولوجيا المعلومات والناتج المحلي الإجمالي ومؤشر التنمية البشرية والوادي بالإجمال متخلف عن وادي براهمابوترا الجزء الرئيسي في آسام.

#### بودولاند

خريطة منطقة بودولاند

بدأت قوة نمور تحرير بودو نشاطها العسكري في عام 1996 للمطالبة بانفصال بودولاند عن آسام، أنهت القوة تشاطها بعد اتفاق الحكومة الهندية وحكومة ولاية آسام وقوة نمور تحرير بودو في 10 فبراير 2003 على إنشاء مجلس بودولاند الإقليمي وهو كيان تابع لحكومة ولاية آسام يحكم أربع مناطق تشمل 3082 قرية. أجريت انتخابات المجلس في 13 مايو 2003 وأصبح هاجراما موهيلاري اليمين رئيس المجلس المكون من 46 عضوًا في 4 يونيو. يشكل شعب بودو الأصلي نصف سكان المنطقة مع وجود عدد كبير الأقليات العرقية الأخرى هي: الآساميين وكوخ راجبانجشي والجاروين والرابهاين والآديفاسيين والنيباليين وقبائل الشاي والبنغاليين والبيهاريين والماروارين والمسلمين.

#### كاربيلاند

خريطة منطقة كاربيلاند

كاربي أنجلونج هي واحدة من 35 مقاطعة في ولاية آسام. كانت كاربي أنجلونج تعرف سابقًا باسم ميكير هيلز. كانت المنطقة جزء من المناطق المستبعدة في الهند البريطانية، فلم تقم حكومة الهند البريطانية أبدًا بإدراج هذه المنطقة ضمن اختصاص حكومتها فلم تحدث بها أنشطة تنموية حكومية ولم. بدأت مطالبات أن تصبح المنطقة ولاية في 28 أكتوبر 1940.
اكتسبت الحركة زخمًا مرة أخرى عندما أصدر مجلس مقاطعة كاربي أنجلونج قرارًا يطالب بالانفصال عن آسام في عام 1981 ثم مرة أخرى من عام 1986 عندما طالبت لجنة طلب الولاية المستقلة بإقامة ولاية مستقلة تشمل كاربي أنجلونج وديما هاساو بموجب المادة 244 (أ). أصدر مجلس كاربي أنجلونج المستقل قرارًا آخر للضغط من أجل المطالبة بإقامة ولاية في عام 2002. تحول المطالبة بولاية منفصلة إلى أعمال عنف في 31 يوليو 2013 عندما أشعل المتظاهرون الطلاب النار في المباني الحكومية. في أعقاب الحدث قدم زعماء كاربي أنجلونج المنتخبون مذكرة إلى رئيس وزراء الهند يطالبون فيها بولاية منفصلة. يتكون أكثر من نصف سكان كاربي أنجلونج من قبيلة كاربي الأصلية مع عدد كبير من المهاجرين الهنود.

### الهجرة من بنغلاديش
بدأت الهجرة لولاية آسام منذ تقسيم شبه القارة الهندية وأصبحت الولاية مركزًا رئيسًا. كانت الموجة الأولى هي من اللاجئين الهندوس البنغاليين الذين هاجروا إلى الولاية واستقروا في أنحائها في فترة 1947-1951 وبلغ عددهم حوالي 274,455 هندوسي ثم حدث موجة ثانية في فترة 1952-1958 بلغ المهاجرون فيها 212.545 هندوسي بنغالي. ثم حدثت الموجة الثالثة بعد أحداث شغب شرق باكستان عام 1964 وصل عدد المهاجرين الهندوس في الموجات الثلاث إلى 1,068,455 في عام 1968. ثم هاجر 347,555 شخص في الموجة الرابعة بعد حرب الاستقلال البنغلاديشية للولاية. اتفقت حكومتي الهند وبنغلاديش على إعادة مجموعات معينة من لاجئي الموجتين الثانية والثالثة ولكن لم يحدث شىء، ذكرت بعض التقارير أن كل يوم يهاجر 635 بنغلاديشي هندوسي إلى ولاية آسام.
توصف هذه الهجرة بأنها خطر على أمن ولاية آسام وكذلك الهند، وسببت اضطرابات اقتصادية واجتماعية وسياسية. يطالب اتحاد طلاب عموم آسام (AASU) ومنظمات أخرى الحكومة بوقف الهجرة وترحيل الذين هاجروا بالفعل. أصدرت الولاية قانون المهاجرين غير الشرعيين لعام 1983 والذي ينص على أن أي شخص دخل ولاية آسام بعد إعلان بنغلاديش استقلالها عن باكستان في عام 1971 بدون تصريح أو وثائق سفر يعتبر أجنبي. وقعت الحكومة الهندية وقادة مطالبي الترحيل اتفاق آسام لتسوية الصراع في عام 1985.
أوضح تعداد عام 1991 اختلال التركبية السكانية للمناطق الحدودية. حدثت الحكومة الهندية السجل الوطني للمواطنين في ولاية آسام في عام 2010 خضع في التحديث جميع سكان ولاية آسام البالغ عددهم 32.2 مليون نسمة لمراجعة جنسيتهم في عام 2018. أصدرت الهند في أغسطس 2019 قائمة باسم مليوني شخص من سكان ولاية آسام اعتبرتهم الحكومة أجانب وشطبت أسمائهم من سجل المواطنين، مما حرمهم من حقوق المواطنة وإمكانية ترحيلهم واحتجزت الحكومة 1000 شخص آخر في نفس العام.
زعمت منظمة الفلاحين في ولاية آسام في يناير 2019 أن هناك حوالي 20 ألف هندوسي بنجلاديشي في ولاية آسام سيحصلون على الجنسية إذا أقر تعديل قانون المواطنة. ولكن ادعى حزب بهاراتيا جاناتا أن ثمانية فقط من الهندوس البنغلاديشيين سيحصلون على الجنسية. ذكرت مصادر مختلقة صعوبة معرفة العدد الإجمالي للمهاجرين الهندوس البنغلاديشيين. أوضحت بيانات التعداد السكاني أن أعداد المهاجرين الهندوس مبالغ فيه جدا. أعلن مجلس تنمية الأقليات في آسام في فبراير 2020 عن خططه لفصل المسلمين ذوي الأصل البنغالي عن المسلمين الهنود الأصليين، ذكر المجلس أن من بين 14 مليون مسلم في الولاية منهم 10 ذوي أصل بنغالي هاجرو إلى آسام وقت الاستعمار البريطاني. يشكل البنغلاديشيون الأغلبية في 15 مقاطعة من إجمالي 33 مقاطعة في ولاية آسام.

## الثقافة
الثقافة الآسامية ثقافة هجينة توفيقية بسبب استيعابها للعديد من المجموعات العرقية وثقافات السكان الأستروآسيويون والتبتيين البورمين والهندوآريين والتاي. توجد خمس مراحل أساسية في تطور الثقافة الآسامية هي:
- حكم مملكة كاماروبا المنطقة لمدة 800 عام (حكمت سلالة فارمان لمدة 300 عام وسلالة مليتشها لمدة 250 عام وسلالة بالا لمدة 200 عام).[20]
- حكم مملكة كوتيا لشرق الولاية بداية القرن الثاني عشر لمدة 400 عام.[20]
- تأسيس مملكة أهوم في القرن الثالث عشر الميلادي واستمرار حكمها لمدة 600 عام.[20]
- حكم سلاسة كوخ (القرنين الخامس عشر والسادس عشر الميلادي) لغرب آسام .[20]
- حكم مملكة كاشاري (القرن الثاني عشر حتى الثامن عشر الميلادي) لوسط وجنوب ولاية آسام.[20]

### المطبخ

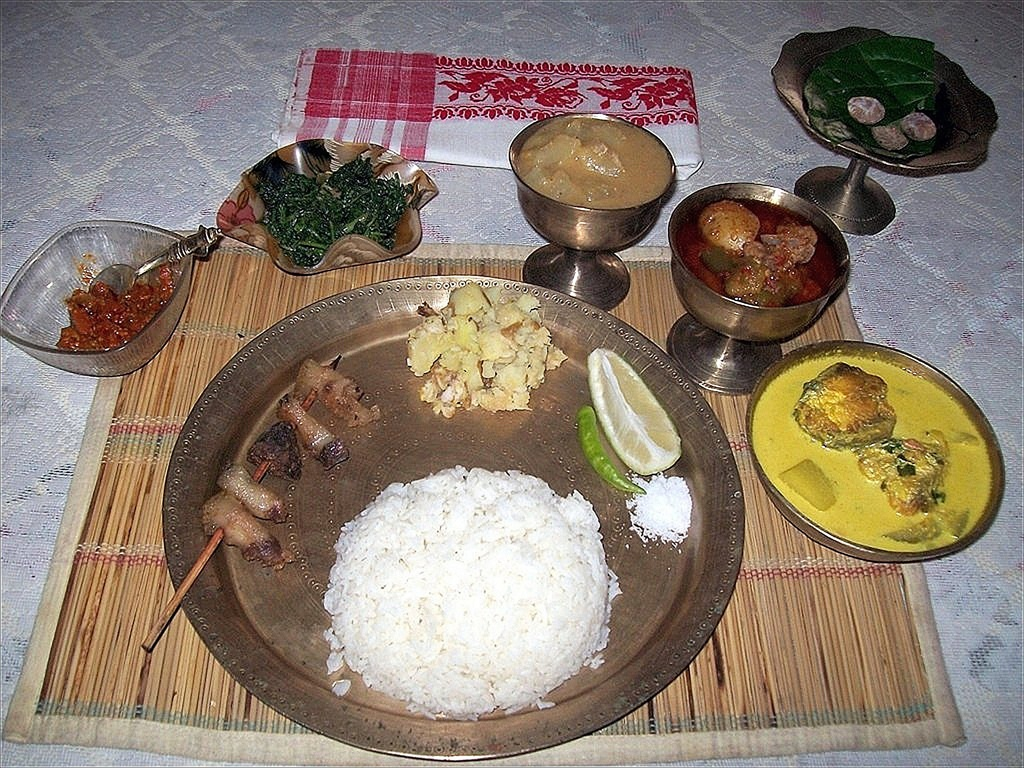
طبق آسامي تقليدي

مطبخ آسام متأثر بمطبخ التلال الذي يميل إلى التخمير والتجفيف ومطبخ السهول الذي يتميز باستخدام أصناف متنوعة من الخضروات الطازجة والأسماك واللحوم. يرتكز المطبخ الآسامي على الأرز ويميل إلى الإقلال من التوابل والطهي الخفيف للطعام واستخدام النكهات القوية. يكثر فيه أكل الأسماك الطيور مثل البط والحمام والدجاج مع الخضار؛ ويأكل بعض السكان لحم البقر.

### الأدب
تعود بداية الأدب الآسامي إلى تأليف شاريابادا [الإنجليزية] وأثر عمل سابتاكاندا رامايانا أول ترجمة لرامايانا إلى اللغات الهندية الآرية للشاعر مادهافا كاندالي بقوة في الأدب الآسامي. ومن أشهر الأعمال الأدبية في القرن الخامس عشر والسادس عشر مجموعة بورجيت للأديب سانكارديف.

## ثبت المراجع
- Directorate of Information and Public Relations, Government of Assam, Assam at a Glance (بالإنجليزية), Archived from the original on 2007-10-06, Retrieved 2007-05-25
- National Mission on Bamboo Applications, Assam, State Profile (بالإنجليزية), Archived from the original on 2007-09-29
- Revenue Department, Government of Assam, Revenue Administration – Districts and Subdivisions (بالإنجليزية), Archived from the original on 2007-07-24, Retrieved 2007-05-25
- Gait, Edward A. (1906). A History of Assam (بالإنجليزية). Calcutta.{{استشهاد بكتاب}}:  صيانة الاستشهاد: مكان بدون ناشر (link)
- Lahiri، Nayanjot (1984). "The Pre-Ahom Roots of Medieval Assam". Social Scientist. ج. 12 ع. 6: 60–69. DOI:10.2307/3517004. ISSN:0970-0293. JSTOR:3517004. مؤرشف من الأصل في 2021-07-09. اطلع عليه بتاريخ 2021-07-01.
- Bose، Manilal (1985)، Development of Administration in Assam، Assam: Concept Publishing Company
- Casson, Lionel (1989). The Periplus Maris Erythraei: Text With Introduction, Translation, and Commentary (بالإنجليزية). Princeton University Press. ISBN:978-0-691-04060-8. Archived from the original on 2023-02-01. Retrieved 2020-09-27.
- Sarkar, J. N. (1992). "Chapter VIII Assam-Mughal Relations". In Barpujari, H. K. (ed.). The Comprehensive History of Assam (بالإنجليزية). Guwahati: Assam Publication Board. Vol. 2. pp. 148–256.
- Sarkar, J. N. (1992). "Chapter VIII: Assam-Mughal Relations". In Barpujari, H. K. (ed.). The Comprehensive History of Assam (بالإنجليزية). Guwahati: Publication Board, Assam.
- Masica, Colin P. (1993). Indo-Aryan Languages (بالإنجليزية). Cambridge University Press. ISBN:9780521299442. Archived from the original on 2023-02-01. Retrieved 2020-04-24.
- Goswami, G. C.; Tamuli, Jyotiprakash (2003). "Asamiya". In Cardona, George; Jain, Dhanesh (eds.). The Indo-Aryan Languages (بالإنجليزية). Routledge. pp. 391–443.
- Singh, K. S (2003). People of India: Assam Vol XV Parts I and II, Anthropological Survey of India (بالإنجليزية). Calcutta: Seagull Books.
- National Commission for Women (2004). Situational Analysis of Women in Assam (PDF) (بالإنجليزية). Archived from the original (PDF) on 2007-06-15. Retrieved 2006-07-05.{{استشهاد بكتاب}}:  صيانة الاستشهاد: postscript (link)
- Saikia, Yasmin (2004). Fragmented Memories: Struggling to be Tai-Ahom in India (بالإنجليزية). Duke University Press. ISBN:082238616X. Archived from the original on 2023-02-01. Retrieved 2020-05-30.
- UNDP (2004). Chapter 2, Income, Employment and Poverty in Assam Human Development Report, 2003 (بالإنجليزية). Government of Assam. Archived from the original on 2007-02-20.
- Wandrey, C. J. (2004). Sylhet-Kopili/Barail-Tipam Composite Total Petroleum System, Assam Geologic Province, India (PDF) (بالإنجليزية). Vol. 2208-D. Archived (PDF) from the original on 2007-06-05. Retrieved 2007-05-30. {{استشهاد بكتاب}}: |صحيفة= تُجوهل (help)
- Das، Paromita (2005). "The Naraka Legends, Aryanisation and the "varnasramadharma" in the Brahmaputra Valley". Proceedings of the Indian History Congress. Indian History Congress. ج. 66: 224–230. JSTOR:44145840.
- Saikia, Yasmin (2004). Fragmented Memories: Struggling to be Tai-Ahom in India (بالإنجليزية). Duke University Press. ISBN:082238616X. Archived from the original on 2023-02-01. Retrieved 2020-05-30.

- Gogoi، Shrutashwinee (2011). Tai ahom religion a philosophical study (PhD). hdl:10603/116167. مؤرشف من الأصل في 2024-03-21. اطلع عليه بتاريخ 2019-01-31.
- Das, A. J; Deka, S. C (2012). "Fermented foods and beverages of the North-East India" (PDF). International Food Research Journal (بالإنجليزية). 377-392. 19 (2). Archived from the original (PDF) on 2023-11-21. Retrieved 2013-01-30.
- Gogoi, Khagen (2017). Ahom warfare evolution nature and strategy (بالإنجليزية). Gauhati University.{{استشهاد بكتاب}}:  صيانة الاستشهاد: مكان بدون ناشر (link)
- Patowary, Ajit (1 May 2017). "Ahom kings started census, land survey systems". The Assam Tribune (بالإنجليزية). Guwahati. Archived from the original on 2017-05-04. Retrieved 2017-05-22.{{استشهاد بخبر}}:  صيانة الاستشهاد: BOT: original URL status unknown (link)
- Shin, Jae-Eun (2018). "Region Formed and Imagined: Reconsidering temporal, spatial and social context of Kamarupa". In Dzüvichü, Lipokmar; Baruah, Manjeet (eds.). Modern Practices in North East India: History, Culture, Representation (بالإنجليزية). London & New York: Routledge.
- Barman, Rini (16 Jan 2018). "The myth of 'Assamese Muslim' cuisine". The Hindu Business Line (بالإنجليزية). Archived from the original on 2021-11-26. Retrieved 2022-08-20.